# Basilique Saint-Sauveur de Dinan
Vous lisez un « bon article » labellisé en 2019.
Pour les articles homonymes, voir Basilique Saint-Sauveur.
La basilique Saint-Sauveur de Dinan est un édifice religieux catholique situé à Dinan dans les Côtes-d'Armor, en France. Elle est historiquement l'une des deux églises paroissiales de la ville, l'autre étant l'église Saint-Malo. 
Les parties les plus anciennes de l'édifice ont été construites au XIIe siècle. Une campagne de reconstruction commencée en 1480 a ajouté à la nef un bas-côté septentrional et complètement rebâti le chevet et le transept. Les parties hautes de la façade ont également été reconstruites. Les travaux ayant dû être interrompus, ont subsisté de l'église romane le mur sud de la nef et les parties basses de la façade.  
Cette campagne de reconstructions est un bon indicateur du dynamisme de la ville à la fin du Moyen Âge. La décoration des chapelles rayonnantes, qui en est l'un des fruits, témoigne du métissage des formes gothiques et renaissances en Bretagne au début du XVIe siècle. Cependant, l'effondrement du clocher en 1547 conduit à des modifications de l'église, et en particulier à renoncer au voûtement du chœur qui est donc couvert d'une charpente lambrissée. 
L'église est également devenue un lieu de dévotion mariale à Notre-Dame-des-Vertus, bas-relief du XVe siècle autrefois conservé au couvent des Cordeliers de la ville. Objet d'une vénération locale, cette représentation de l'Assomption de la Vierge a permis que l'édifice soit érigé en basilique mineure par le pape Pie XII le 23 mai 1954.
Outre ce relief, l'édifice conserve un mobilier assez riche, dont le cénotaphe du cœur de Bertrand du Guesclin.

## Localisation
La basilique Saint-Sauveur de Dinan est située dans le département français des Côtes-d'Armor, commune de Dinan, au cœur du Site patrimonial remarquable (ancien secteur sauvegardé). Elle surplombe la Rance. Derrière le chevet se trouve le Jardin anglais, ancien cimetière.

## Histoire

### Légende de la fondation
| 1 | Église Saint-Malo                       |
| 2 | Église Saint-Sauveur                    |
| A | Territoire de la paroisse Saint-Sauveur |
| B | Territoire de la paroisse Saint-Malo    |

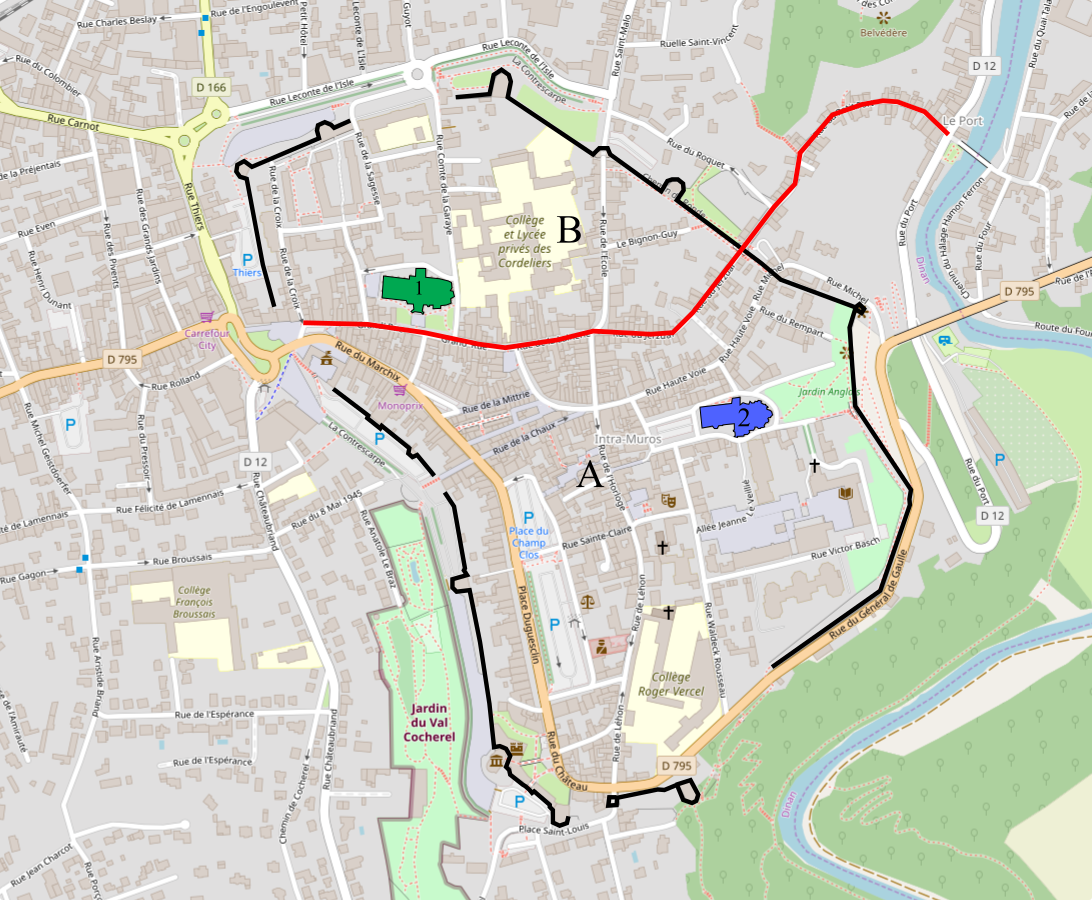
Plan de Dinan montrant l'enceinte médiévale, les deux églises et la délimitation entre le territoire des paroisses.

D'après la légende, Riwallon le Roux, seigneur de Dinan, aurait fondé en 1112, à son retour de Terre sainte, le prieuré Saint-Sauveur de Dinan. Fait prisonnier au cours de la première croisade, ce chevalier, petit-fils de Josselin Ier de Dinan, fils d'Olivier Ier de Dinan et frère de Geoffroy Ier de Dinan, aurait fait vœu d'édifier une église dédiée au saint Sauveur et à la sainte Trinité s'il revoyait un jour son pays. Il ne subsiste aucun document qui viendrait confirmer cette tradition orale. Cependant, une charte de 1123, instituant le partage de la ville entre Olivier II et Alain de Dinan, neveux du fondateur, rappellerait que l'édifice et son cimetière appartenaient déjà alors à l'abbaye de Saint-Jacut, à moins que le prieuré n'ait été donné à l'abbaye en 1131 par un fils de Geoffroy Ier de Dinan. Les archives anciennes ayant été perdues, ces éléments sont issus de la tradition locale et sujets à caution. Quoi qu'il en soit, Saint-Sauveur de Dinan était à partir de 1123 l'une des deux paroisses de la ville, l'autre étant Saint-Malo. La première dépendait de l'abbaye Saint-Jacut et l'autre de celle de Marmoutier. Toutes deux relevaient du diocèse de Saint-Malo. Des conflits de juridiction ayant émergé entre les deux églises, il est alors décidé que Saint-Sauveur desservirait une partie de la ville, au sud de la voie reliant le pont de la Rance à la porte Jerzual, tandis que Saint-Malo desservirait la partie nord. La limite correspond aux actuelles rue du Petit Fort, rue Jerzual et rue La Lainerie, ainsi que la Grande Rue.

### Reconstruction de la fin du Moyen Âge
L'église du XIIe siècle fait l'objet d'une campagne d'importants travaux à partir de 1480 : un bas-côté doté d'une file de chapelles est construit au nord de la nef romane ; le niveau supérieur de la façade est reconstruit. Au sud de la nef, un bas-côté était prévu mais n'est pas construit ; à la place, une petite chapelle à trois pans est bâtie à l'ancien emplacement d'une porte, à partir de 1500.  
Le chevet est entièrement reconstruit à partir de 1507, sous la direction d'un maître d'œuvre nommé Roland Bougnard. L'ensemble du chevet est probablement achevé vers 1547, date à laquelle la tour de croisée s'effondre. Après cet événement, un chantier de reconstruction est lancé, qui prévoit le contrebutement du haut chœur par des arcs-boutants. Ces parties sont achevées en 1646 par une charpente lambrissée, remplacée par une fausse voûte en plâtre au XVIIIe siècle. 

### Église et paroisse à l'époque moderne
À l'époque moderne, Saint-Sauveur de Dinan dessert, avec l'autre paroisse de la ville, Saint-Malo, une population qui oscille entre 5 000 et 8 000 habitants et dont la pratique religieuse est importante : on compterait au XVIIIe siècle jusqu'à 4 000 communiants pour la seule paroisse de Saint-Sauveur. 
À partir de la fin du XVIe siècle, dans le mouvement de la Réforme catholique, de nombreuses confréries se développent dans la paroisse, pour atteindre au XVIIIe siècle le nombre de douze confréries de métier, placées sous le patronage des saints saint Clément, Fiacre, Barbe, Jean Baptiste, Joseph, Crépin, Cécile, Éloi et Laurent, ainsi que sous le vocable de l'Ascension et la Trinité. La confrérie des marchands forains n'a pas de patronage. Il faut également compter quatre confréries de dévotion, dédiées à sainte Catherine, au Saint Sacrement, aux agonisants sous l'invocation de la Bienheureuse Vierge Marie du Mont-Carmel, ainsi que l'archiconfrérie de l'Annonciation de la Glorieuse Vierge Marie. S'y ajoute la confrérie dite des prêtres en l'honneur de l'Assomption et de la Nativité de la Vierge, qui accueille également des notables laïcs en nombre important. Cette dernière confrérie est l'héritière d'ancêtres médiévales, fusionnées en 1411 : la confrérie de l'Assomption de la paroisse Saint-Sauveur et celle de la Nativité de la Vierge à l'Hôtel-Dieu. 
La vie liturgique de l'édifice est riche et comprend, outre les offices paroissiaux, ceux qui sont célébrés par les confréries. La plus présente, celle des prêtres, assure la célébration d'une messe chantée avec diacre et sous-diacre au grand autel tous les matins. S'y ajoutent deux messes solennelles chaque année, ainsi que les services funèbres solennels pour les confrères défunts.

### La Révolution française et ses suites
La Révolution transforme l'église en Temple de la Raison, puis en grenier à foin, avant qu'elle ne soit rendue au culte en 1801. En 1808, un orage emporte la toiture, avant qu'une fenêtre ne s'écroule en 1820.  

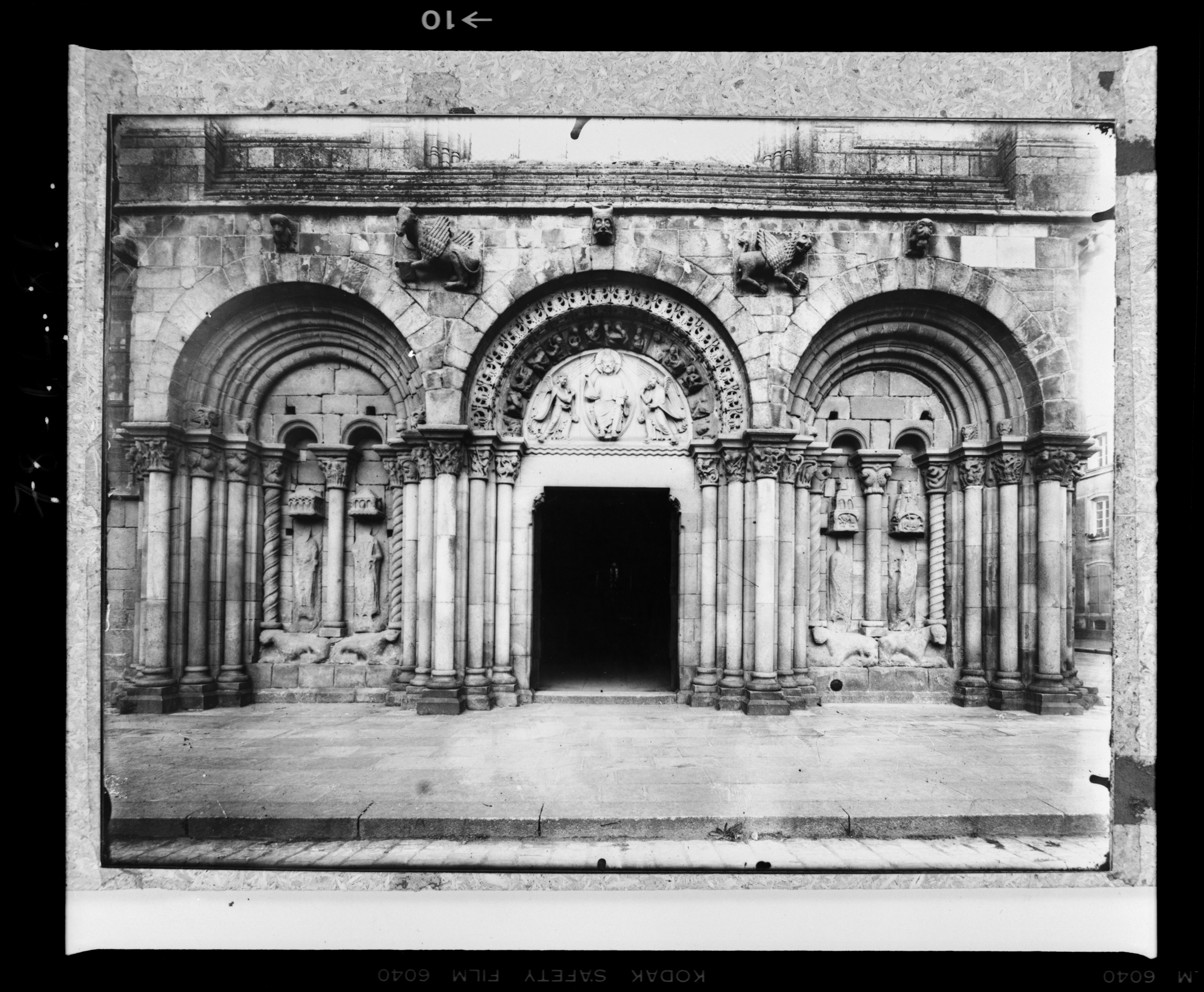
Portail de la Basilique Saint-Sauveur dans les années 1900-1902

L'architecte Hippolyte Béziers-Lafosse conduit en 1851–1852 une campagne de restauration. Il refait notamment les ouvertures de la façade occidentale et du bras sud suivant le dessin des anciennes baies. Victor Ruprich-Robert lui succède entre 1855 et 1864. L'édifice est classé au titre des monuments historiques en 1862. La façade et le transept nord font l'objet d'une nouvelle campagne de restauration en 1907. En 1954, l'église reçoit le titre de basilique mineure, en raison du culte qui y est rendu au relief de Notre-Dame des Vertus qui provient du couvent des Cordeliers de la ville.

### Vie de l'édifice aujourd'hui
Une campagne de travaux permet la restauration de la chapelle méridionale de la nef en 2008–2009 ; au premier semestre 2013, les toitures du chœur sont restaurées à leur tour.
En février 2019, la place située devant l'église et le Jardin anglais font l'objet de fouilles archéologiques préventives, dans le cadre d'un projet de réaménagement des lieux. Les chercheurs de l'Inrap découvrent à cette occasion des sépultures dans le Jardin anglais, connu pour occuper les lieux d'un ancien cimetière. La plus importante est celle d'une femme de l'époque moderne, inhumée avec son chapelet. Du côté de la place Saint-Sauveur, les archéologues mettent au jour quatre niveaux successifs d'occupation. Le plus ancien présente des trous de poteaux ; cependant, rien ne permet de le dater. Des restes de boucherie suggèrent que les halles attestées à cet endroit au XVe siècle pourraient avoir existé dès avant cette date ; enfin, les traces d'un calvaire attesté aux XVIIIe siècle et au XIXe siècle et une canalisation oubliée sont mises au jour. Sous le parvis, les chercheurs n'ont pas découvert d'objet marquant, mais ils ont montré que le niveau du sol était près d'un mètre plus bas que le seuil actuel de la basilique, ce qui interroge sur l'histoire du de la basilique : le niveau en aurait peut-être été rehaussé.
Après l'incendie de Notre-Dame de Paris le 15 avril 2019, la basilique et en particulier ses combles font l'objet d'une visite de contrôle de sécurité incendie, réalisée à la demande du maire.
L'église appartient aujourd'hui à la paroisse de Dinan, qui regroupe les communes de Dinan (avec l'église Saint-Malo), de Léhon, Aucaleuc, Quévert, Lanvallay, Saint-Solen et Tressaint.

## Architecture

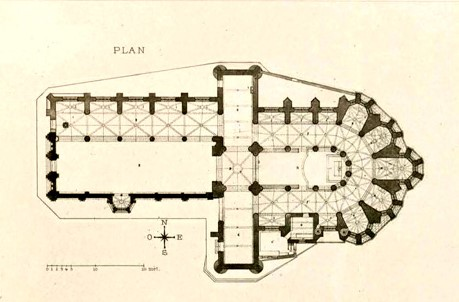
Plan de l'édifice.

L'édifice tel qu'on peut le voir aujourd'hui est construit sur un plan en croix latine, avec une nef dotée d'un seul bas-côté au nord, un transept saillant et un chevet à cinq chapelles rayonnantes. 
Sur le plan stylistique, l'architecture de la basilique Saint-Sauveur de Dinan se partage en deux ensembles bien distincts : une partie romane du XIIe siècle constituée par le rez-de-chaussée de la façade occidentale et le mur sud de la nef, et une partie gothique, c'est-à-dire le reste de l'édifice : le haut de la façade occidentale, le mur nord du bas côté de la nef, le transept et le chevet).

### Extérieur

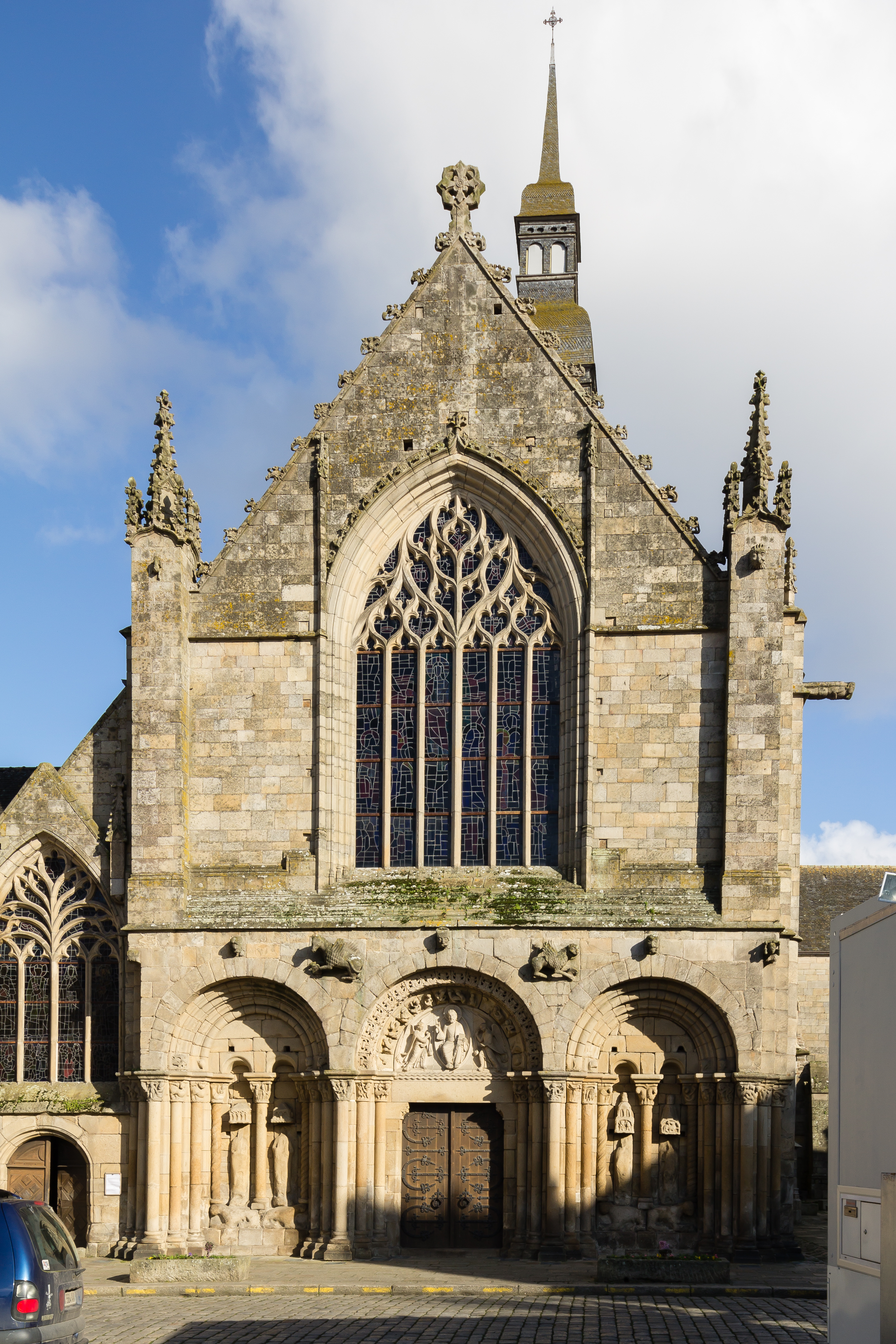
Façade ouest.

#### La façade

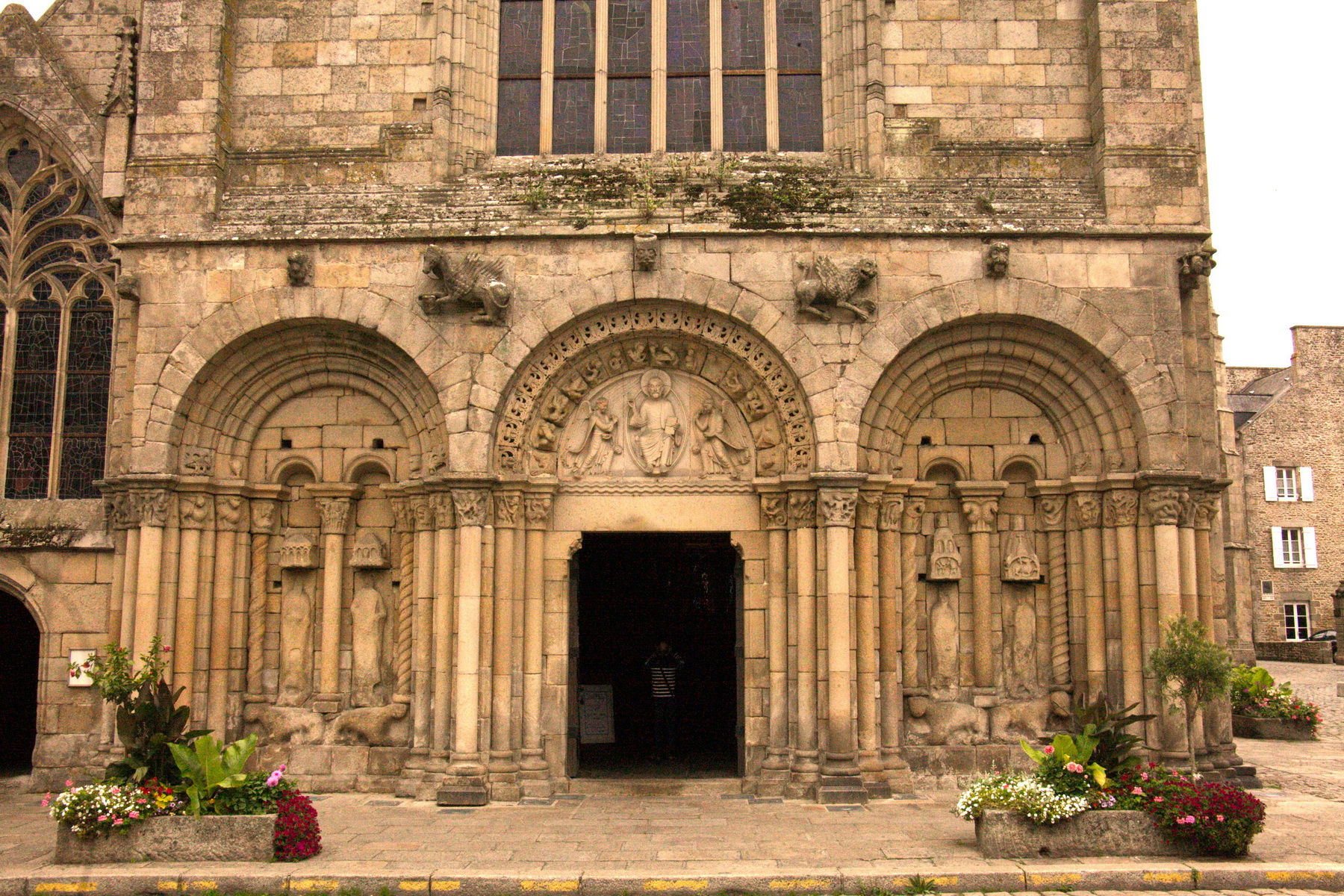
Parties romanes de la façade.

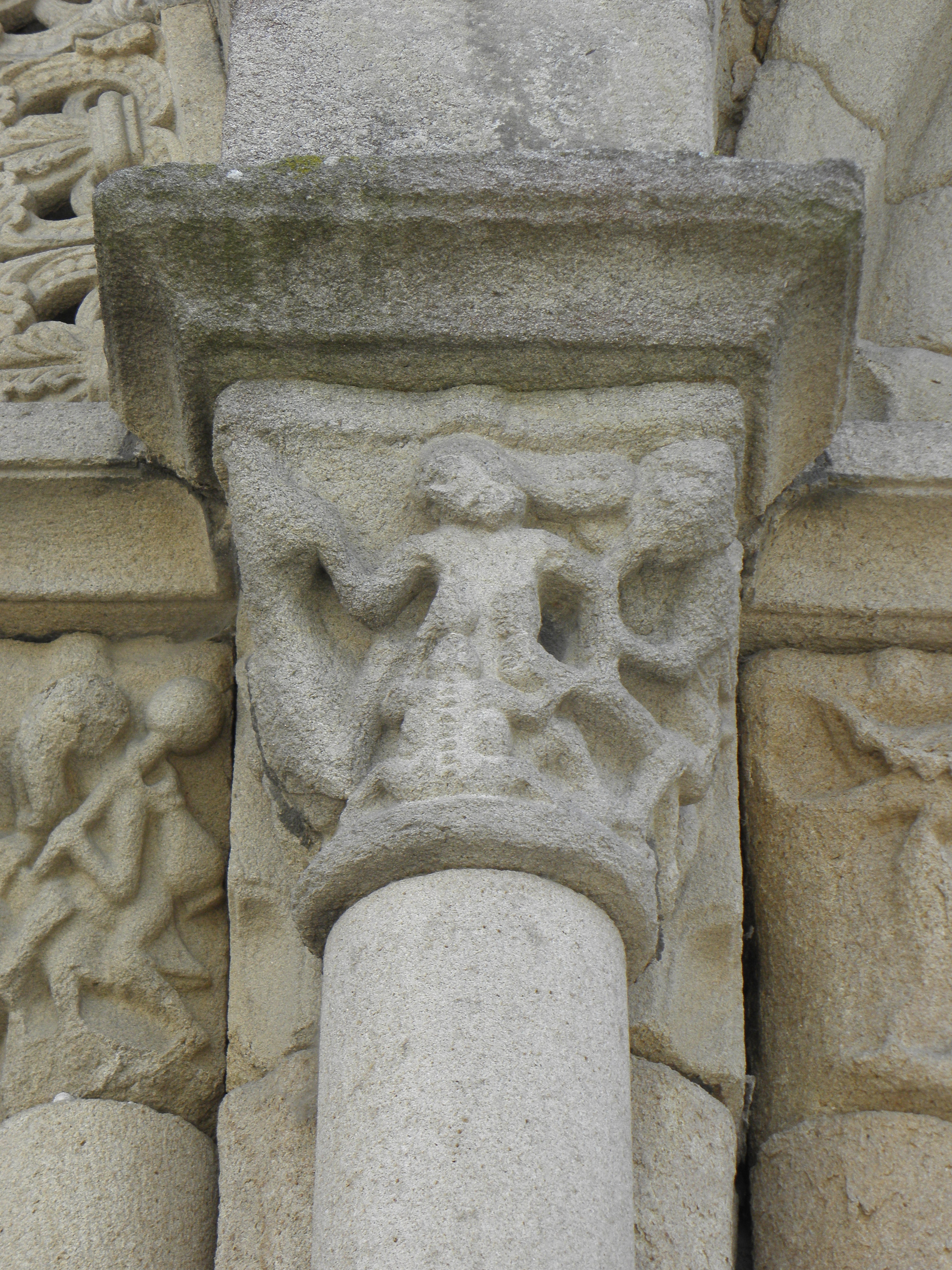
Chapiteau de la façade : la luxure.

Les parties basses de la façade sont romanes. Elles montrent une forte influence des constructions du sud de la Loire, notamment du Poitou et de la Saintonge. Plusieurs historiens trouvent des similitudes avec l'église Saint Nicolas de Civray, voire avec celle de Saint-Martin de Chadenac. D'autres y voient des échos de l'architecture byzantine, une influence qui serait le fruit de la participation de Riwallon à la première Croisade, mais cette interprétation est peu probable.
Cette partie basse se divise en trois arcades en plein cintre et à triple voussure. L'arcade centrale est ornée d'un tympan sculpté du XIXe siècle, qui surmonte les portes qui donnent accès à la nef. Autour de ce tympan, les voussures sont richement sculptées : la première porte les vieillards de l'Apocalypse et des travaux des mois ; la seconde porte des motifs végétaux stylisés faits de rubans perlés, peut-être d'inspiration byzantine. 
Les arcades gauche et droite sont aveugles et subdivisées en deux arcades géminées plus petites, supportées par des colonnes torsadées sur les côtés et une colonne lisse au centre. Ces quatre arcatures sont occupées par des statues méconnaissables, car totalement érodées ou mutilées à une époque inconnue, surmontées d'un dais sculpté. Colonnes et statues reposent sur des lions couchés également très érodés. 
Au-dessus des trois arcades, un bœuf et un lion tous deux ailés et tenant un livre, sont sans doute les symboles des évangélistes Marc et Luc. Ces sculptures pourraient être des remplois d'un édifice plus ancien.
Les sculptures des chapiteaux des arcades et du porche central évoquent des thématiques diverses. De gauche à droite, on peut voir une scène de dévoration, peut-être d'un orgueilleux, puis un pélican se perçant le flanc, suivi d'un homme cornu écartelé par des démons et de deux chapiteaux à lions affrontés, puis d'une sirène à double queue. De l'autre côté de l'arcade de gauche, une autre série semble présenter un récit hagiographique qui s'achève par une scène de martyre. Après trois sculptures modernes, les chapiteaux de l'arcade droite montrent un dragon attaquant un pèlerin, la luxure aux seins dévorés, un motif végétal dégradé, puis des représentations animalières : oiseaux adossés, sphinx, lions affrontés. La dernière série présente le châtiment de l'avare et des serpents entrelacés, mêlés à des éléments aujourd'hui illisibles. Le dernier chapiteau de la façade est refait.  
Au-dessus du premier niveau roman, le second niveau d'élévation a été reconstruit, probablement après l'abandon du projet de construction du bas-côté sud. L'objectif était sans doute de compenser la perte d'éclairage induite par l'adjonction du bas-côté nord à partir de 1480. La partie haute de la façade est donc largement ouverte par une grande baie au remplage flamboyant qui occupe la majeure partie du pignon et éclaire la nef. Les contreforts latéraux qui soutiennent la façade sont couronnés d'accolades et de pinacles qui présentent des similarités avec les butées du chevet de l'église Saint-Malo, ce qui permet de dater cette phase de la reconstruction de l'église au début du XVIe siècle.

#### Le mur méridional

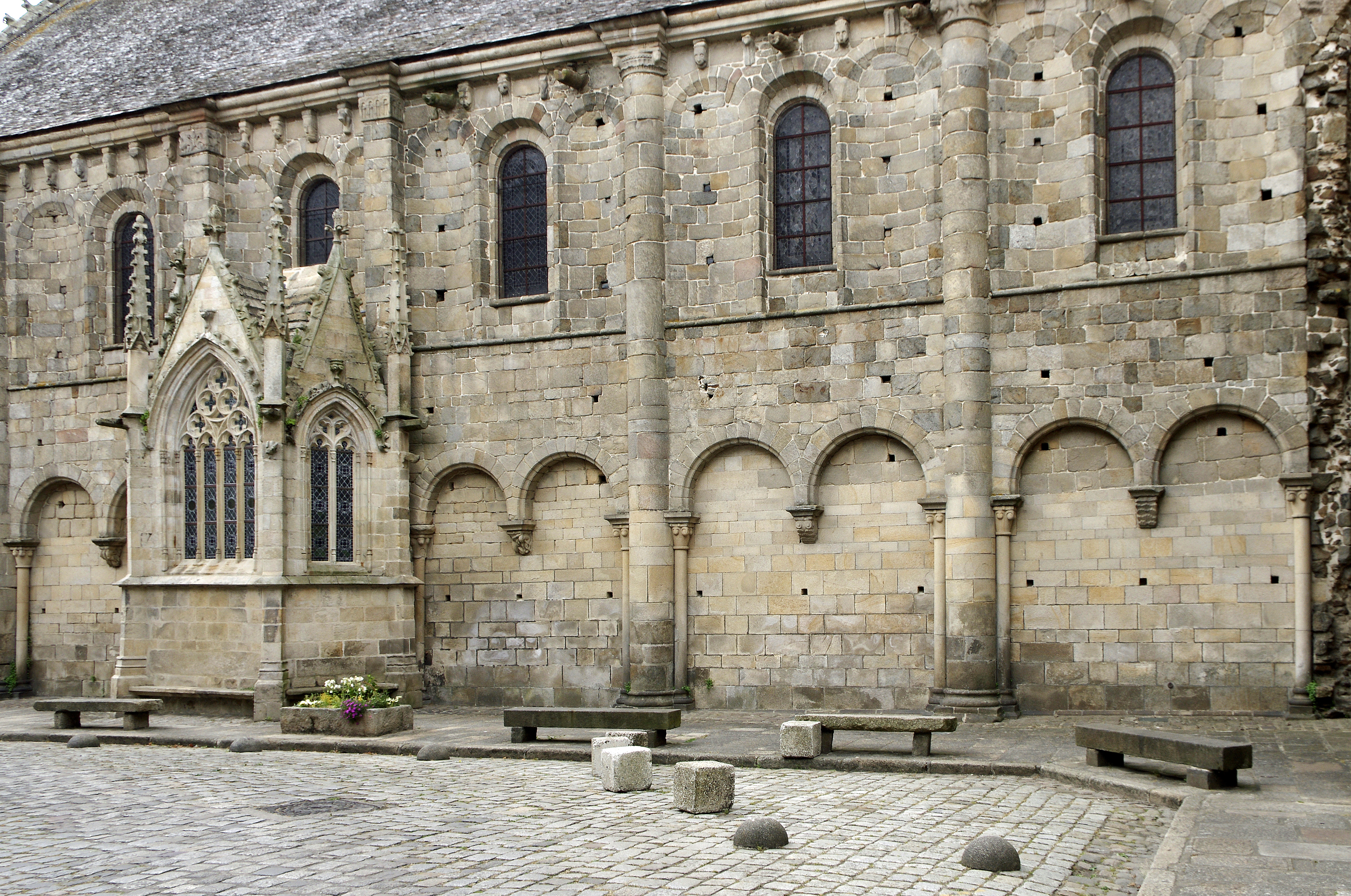
Le mur sud

Le mur sud, comme la façade, est un vestige de l'édifice roman. Il est divisé en six travées par des contreforts-colonnes, sauf à la troisième travée où ils sont remplacés par des pilastres. Un cordon horizontal sépare la paroi en deux niveaux. La partie basse est ornée d'arcatures doubles aveugles, qui retombent au centre sur une console et à l'extérieur sur des colonnettes. En partie haute, trois niches ornent chaque travée du mur ; celle du centre est percée d'une fenêtre. Au sommet du mur, une corniche moulurée est supportée par des modillons sculptés de figures ou d'éléments ornementaux, palmettes ou feuilles d'acanthe.  
Au niveau de la troisième travée de ce mur roman est venue s'encastrer une petite chapelle privée aux alentours de 1500. Elle forme par rapport au mur une excroissance à trois pans surmontés de pignons à gâbles aigus, qui rappellent les chapelles rayonnantes de l'église Saint-Malo, construites à la même époque. Elle remplace probablement une porte romane qui était flanquée de deux pilastres. 

#### Le mur nord

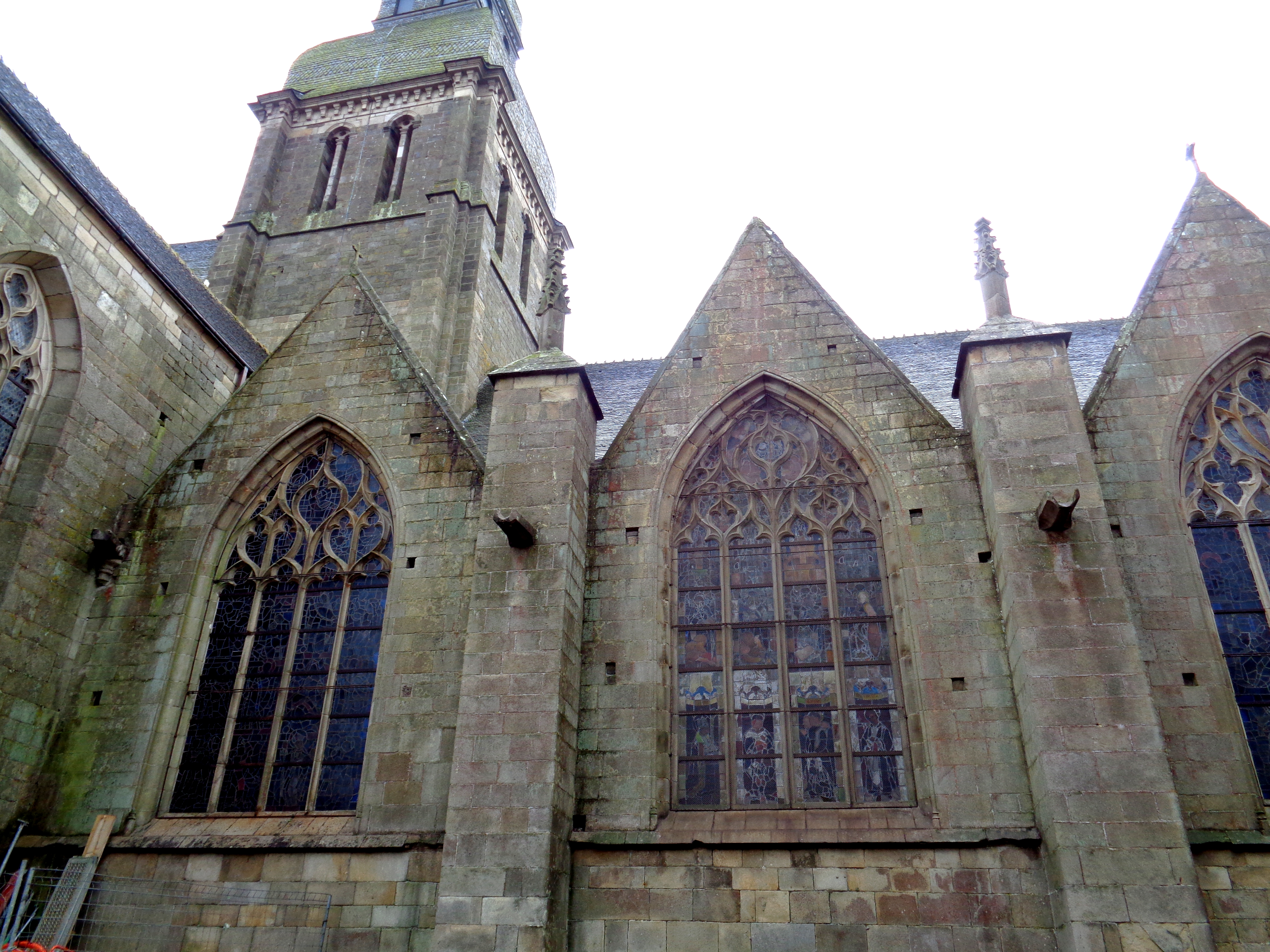
Transept nord, tour de croisée, mur nord.

Le bas-côté nord ayant été reconstruit à partir de 1480, le mur qui existe aujourd'hui est de style gothique flamboyant. Sa construction s'est achevée en 1509. Il est percé de cinq vastes baies à remplage flamboyant, qui permettent l'éclairage de la nef à travers le bas-côté.

#### Le transept

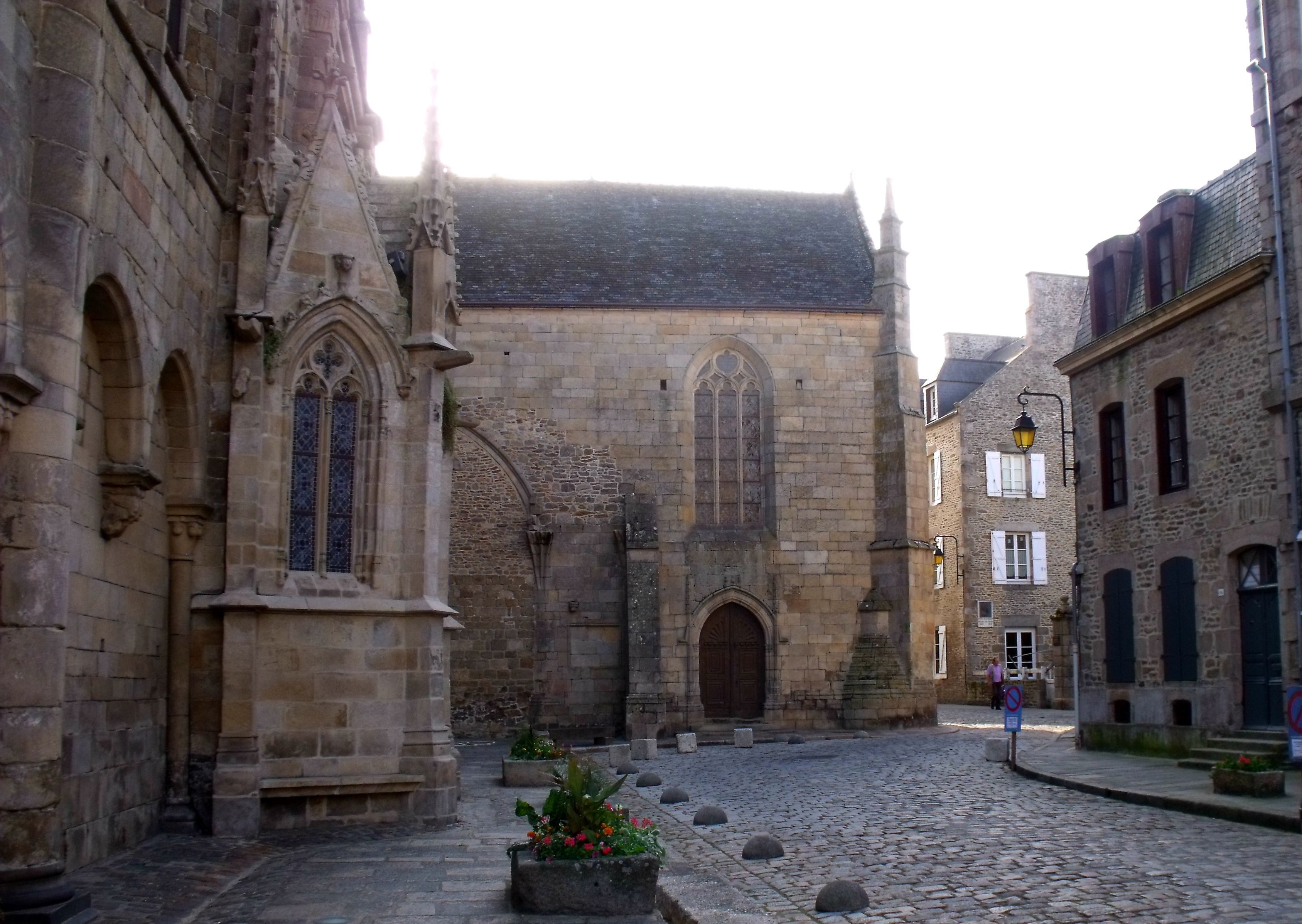
Le mur sud et transept

Entre la nef et le chevet s'élève un transept aux bras très saillants, surmonté d'une tour de croisée remplaçant une précédente tour construite dans la première moitié du XVIe siècle, qui s'est effondrée le 22 octobre 1547, avant même l'achèvement du chantier. Sur la tour sont inscrites plusieurs dates : elles montrent que la reconstruction a duré jusqu'en 1617 au moins.

#### Le chevet

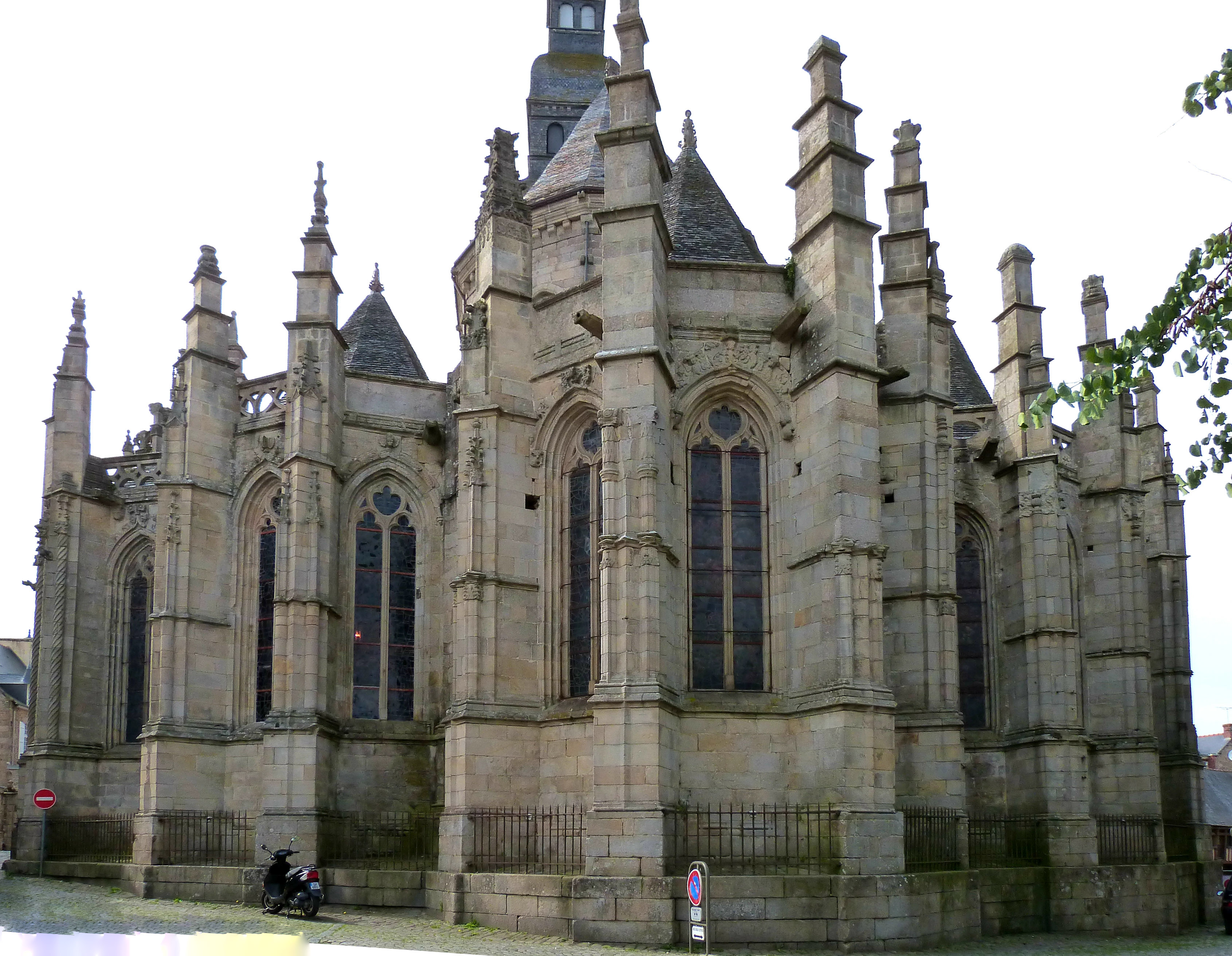
Le chevet de l'église.

Le chevet, demeuré inachevé, est un exemple particulièrement réussi du gothique du XVIe siècle : un haut chœur surmonte cinq chapelles rayonnantes. Un garde-corps qui court le long du chevet structure le décor très horizontal. Les chapelles rayonnantes et le déambulatoire sont couverts par un comble en appentis, surmonté de toits polygonaux. Ce couvrement a remplacé un extrados formant terrasse, susceptible de porter des pièces d'artillerie.  
L'ornementation hérite des formes flamboyantes, faites d'arcs incurvés, de décors végétaux, de volumes prismatiques ; elle comprend des éléments de la Renaissance : rinceaux sculptés en méplat, colonnes torsadées…    
Les arcs-boutants sont le fruit du chantier de reconstruction mené après l'effondrement de 1547. Les parties basses avaient été construites, mais le reste n'a pas été monté, car leur action de contrebutement était devenue inutile après que le choix a été fait de renoncer au voûtement de pierre au profit d'une charpente lambrissée.

### Intérieur

#### La nef

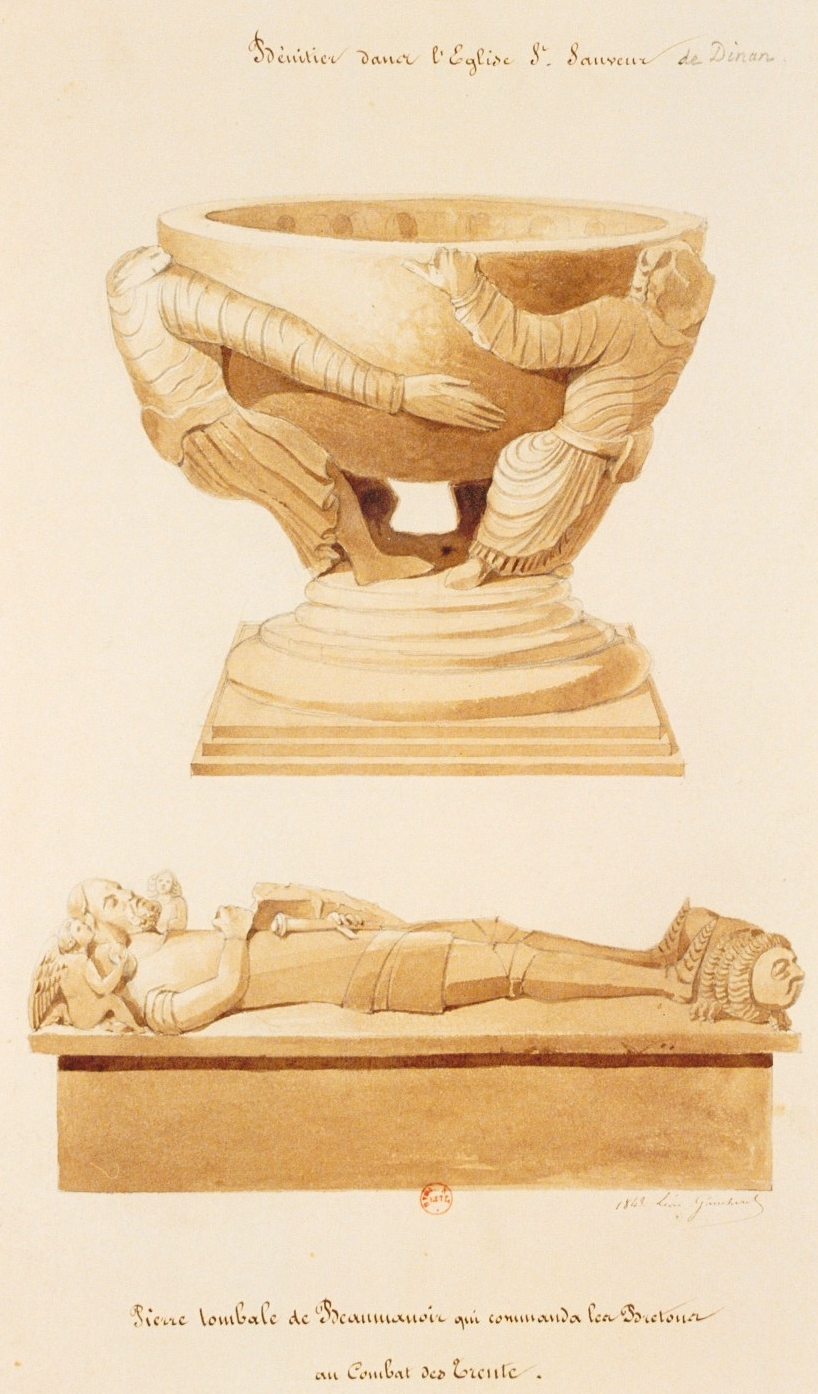
Bénitier et pierre tombale de Jean IV de Beaumanoir dans l'église Saint-Sauveur de Dinan (dessin de Léon Gaucherel, 1843).

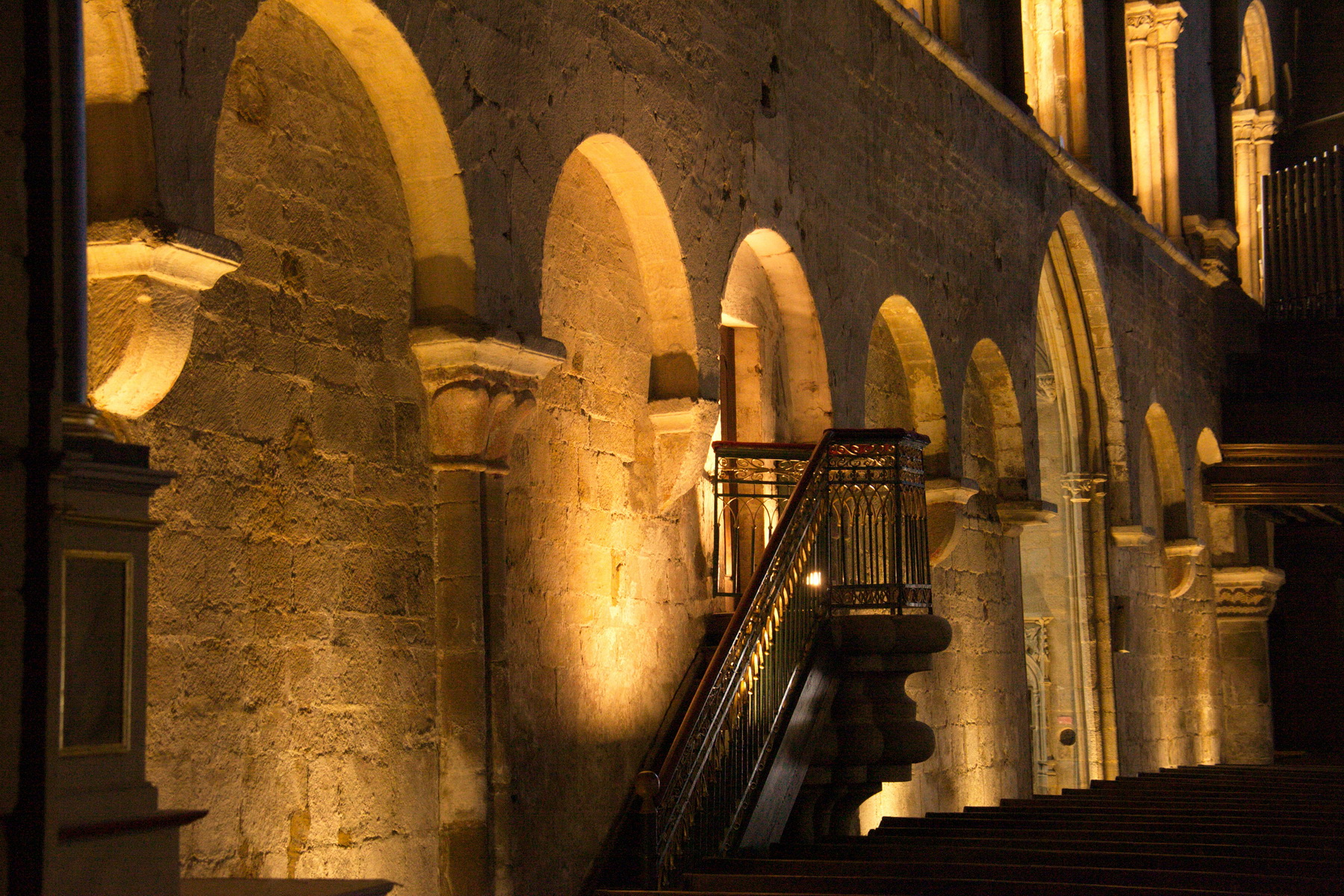
Le mur sud de la nef.

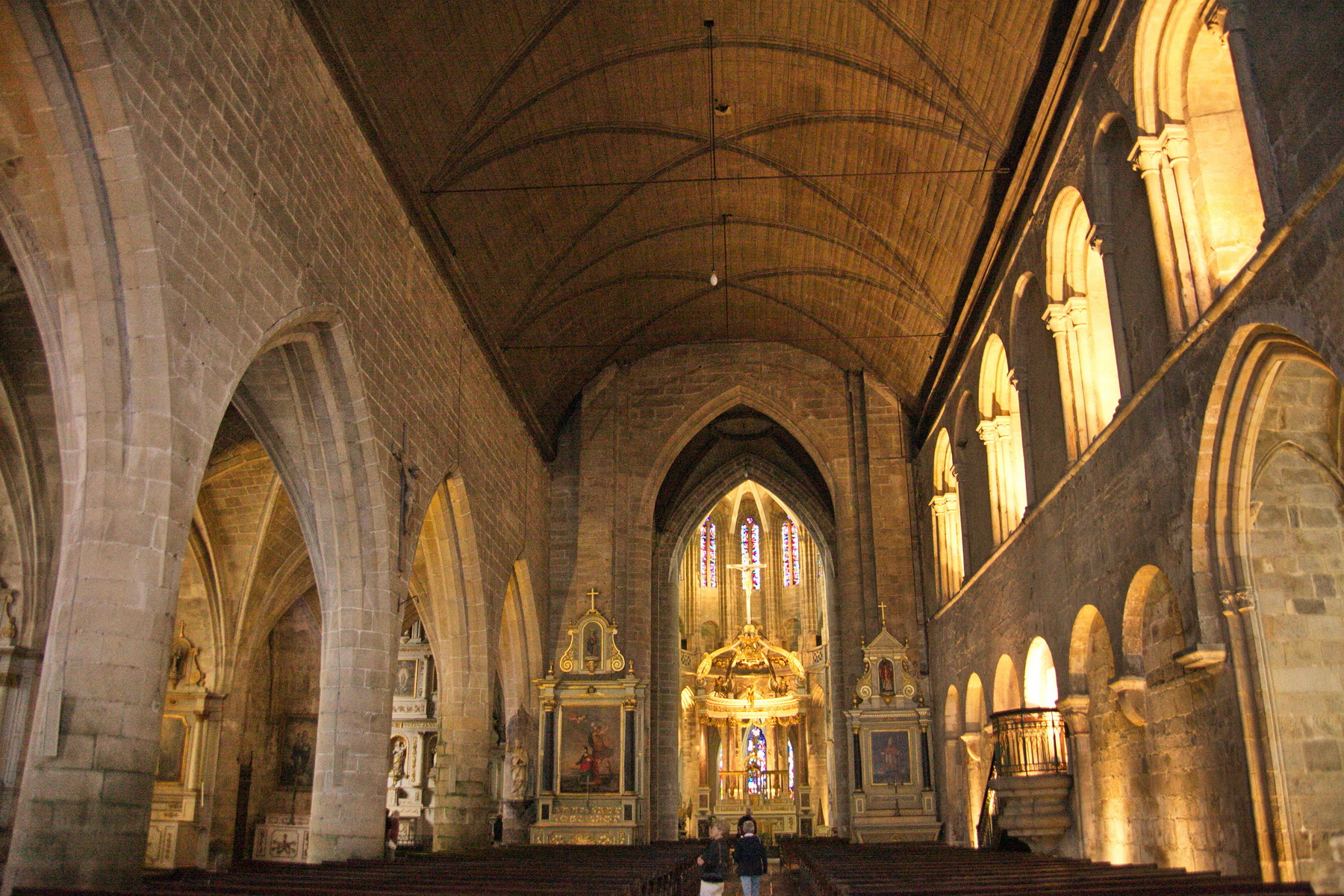
La nef.

Le revers de la façade, comme le côté extérieur, est composé d'un premier niveau roman et d'un second gothique. Cependant, la partie romane est en partie masquée par des aménagements ultérieurs. On observe la reprise de la tripartition extérieure, avec trois arcades qui retombent sur des piliers à chapiteaux, auxquels s'ajoutent deux colonnes pour encadrer la porte centrale. Le mur sud de la nef est entièrement roman, à l'exception de la petite chapelle gothique qui y est ouverte. Séparé en deux niveaux, comme à l'extérieur, par un cordon torique horizontal, il est divisé dans sa partie basse par des arcades géminées. Chaque couple d'arcades retombe de chaque côté sur un chapiteau décoré de feuilles à crochets, la retombée centrale reposant sur une simple console. 
Dans la partie haute alternent arcatures ouvertes et arcatures aveugles. Chacune d'entre elles retombe de chaque côté sur un chapiteau identique à ceux de la partie basse. La première arcade, à l'ouest, repose sur une colonne engagée dont le chapiteau est orné de palmettes. À l'intérieur de la façade occidentale, plusieurs chapiteaux sculptés subsistent, l'un représente des serpents entrelacés, l'autre deux chameaux affrontés. Deux chapiteaux sont en outre déposés dans une des chapelles rayonnantes. Il pourrait s'agir de copies d'originaux datant de l'époque romane. L'un représente le péché originel, l'autre l'Annonciation.
Les constructeurs du XVe siècle ont adjoint un bas-côté nord à la nef et reconstruit celle-ci. Le bas-côté sud, bien que projeté, n'a jamais été construit. Il en subsiste des traces des débuts de construction au niveau de la jonction nef-transept sur le mur sud, à l'extérieur. Nef et bas-côté nord comportent cinq travées, ils communiquent entre eux par de grandes arcades supportées par de puissantes colonnes dont la base a disparu à la suite d'un relèvement du sol au XVIIIe siècle. La nef est lambrissée et ne comporte pas de fenêtres hautes. Elle est éclairée de manière indirecte par le bas-côté voûté d'ogives et bordé de chapelles éclairées par de grandes fenêtres de style gothique flamboyant, suivant un agencement courant dans les églises bretonnes du XVIe siècle.

#### Le transept

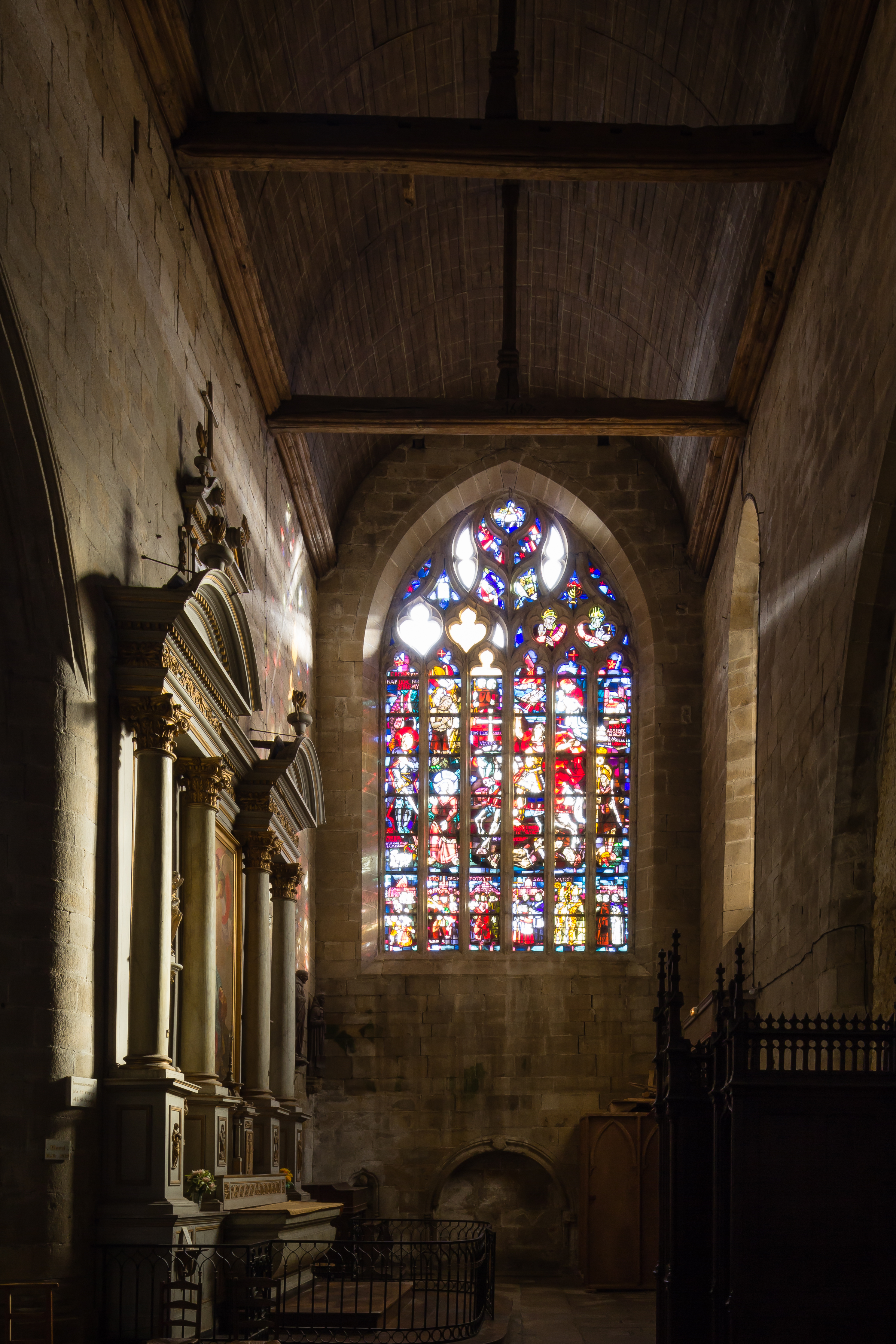
Le bras sud du transept.

Un transept existait avant les modifications du XVe siècle : on peut observer des traces d'arrachement, à l'extérieur, au niveau du mur sud de la nef. La nef et le chœur étaient séparés par un arc triomphal dont on devine les traces au niveau des arcs supportant la voûte du carré du transept. Au-dessus devait s'élever une tour carrée dont témoigne une différence d'appareil entre les parties basses et hautes du clocher actuel. 
Les bras du transept ont été édifiés plus tardivement que le bas-côté nord, au milieu du XVIe siècle, après la reconstruction des parties basses du chevet. Ils sont lambrissés et éclairés par de grandes fenêtres. Seule la croisée du transept est voûtée. 
Le déroulement du chantier (nef, puis chevet, puis transept) explique un décalage entre la file de colonnes entre la nef et le bas-côté et celle qui sépare le chœur du déambulatoire. Pour compenser ce décalage, la pile nord-ouest de la croisée a une forme différente des piles orientales, côté chevet ; la quatrième pile est engagée dans le mur sud de la nef.

#### Le chœur

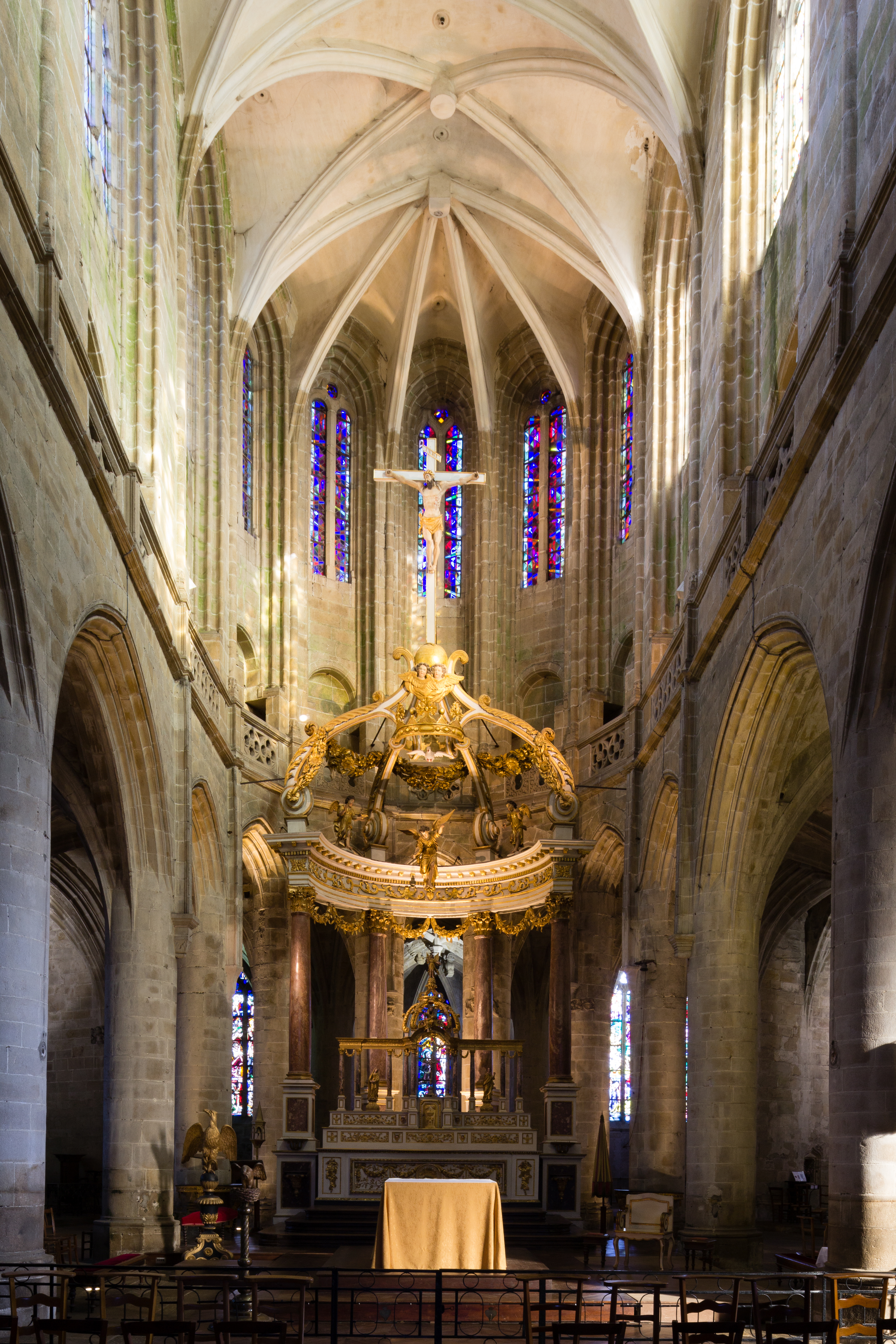
Le chœur.

Le chœur est composé de trois travées droites et d'une abside, entourées de bas-côtés puis d'un déambulatoire continu ouvrant sur cinq chapelles rayonnantes. Dans les deux bas-côtés s'ouvrent des chapelles latérales peu profondes, voûtées en berceau brisé transversal. Le déambulatoire est voûté d'ogives qui retombent sur des piles circulaires presque similaires de part et d'autre de l'espace de circulation, ce qui donne une grande unité plastique à l'ensemble du chevet. Les voûtes d'ogives du sanctuaire, construites après 1570, retombent sur des pilastres de plan carré que reçoivent, au-dessous du départ des grandes arcades, des culots reliés par des agrafes à rinceaux aux corps des piles cylindriques. 
Les chapelles rayonnantes sont couvertes de voûtes d'ogives à liernes et à tiercerons, ornées de clés sculptées de dimensions généreuses figurant les emblèmes de la Passion. Elles abritent des crédences imposantes, très ornées, munies de dais et de niches, dans le goût du gothique du XVIe siècle. Les deux chapelles méridionales présentent un décor caractéristique des environs de 1500 en Bretagne, avec des retombées en pénétration ou des crédences surmontées de choux. 
La chapelle d'axe a reçu dans ses parties basses le même type de décor, mais y juxtapose des clés de voûtes sculptées d'anges portant des écus et des décors végétaux stylisés. Enfin, les deux chapelles septentrionales s'éloignent progressivement de l'ornementation gothique : dans la plus proche de la chapelle d'axe, on trouve des clés de voûte à spirale et un profil de chérubin dans un médaillon ; dans la chapelle la plus au nord, les voûtes ne retombent plus en pénétration dans les supports, mais sont portées par des culots sculptés de figures fantastiques.

## Vitraux
Les vitraux de la basilique datent majoritairement de la seconde moitié du XXe siècle. Cependant, plusieurs baies accueillent des vitraux anciens, soit appartenant dès leur création à la basilique, soit conçus pour un autre édifice et installés dans l'église plus récemment. D'autres, attestés jusque dans l'entre-deux-guerres, sont aujourd'hui perdus, sans qu'on sache bien dans quelles circonstances ils ont disparu.

### Les vitraux anciens

#### La baie 29 ou vitrail des Évangélistes

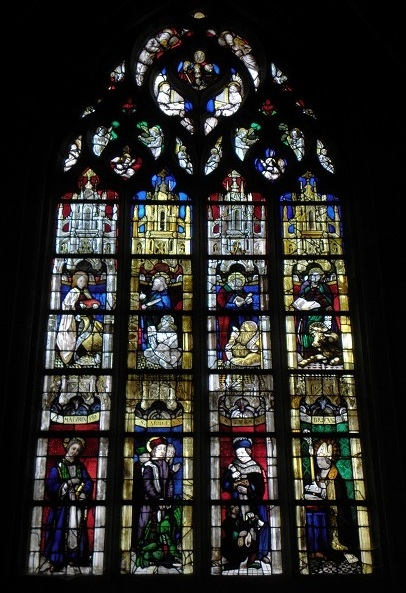
La verrière des Évangélistes.

Le principal vitrail ancien de l'église Saint-Sauveur est situé dans la quatrième chapelle du bas-côté nord. Composé de quatre lancettes trilobées surmontées d'un tympan à 22 jours, il représente, au registre inférieur, quatre saints bretons, Mathurin de Larchant, Armel des Boschaux, Yves Hélory de Kermartin et saint Brieuc, réalisés en 1853 sur des dessins de Pierre Hawke, et au registre supérieur, les quatre évangélistes, Jean, Luc, Marc et Matthieu, qui eux sont anciens. Au tympan, des anges musiciens et thuriféraires entourent un Couronnement de la Vierge ; cette partie est très refaite.
Immeuble par destination, ce vitrail est classé avec le bâtiment en 1882.

#### Les baies 112 et 114
Deux fenêtres du mur roman, les baies 112 et 114, accueillent des éléments de vitraux anciens, remployés dans des vitraux plus récents. À la baie 112, il s'agit de bordures à motifs décoratifs et de châteaux de Castille, de rinceaux plus ou moins naturalistes et de quadrilobes. À la baie 114, il s'agit également de motifs décoratifs. Les éléments anciens, datant probablement du XIIIe siècle, ont été donnés à l'église par un collectionneur dans les années 1950 et remontés en 1959 par l'atelier d'Hubert de Sainte-Marie.

#### Les vitraux anciens perdus

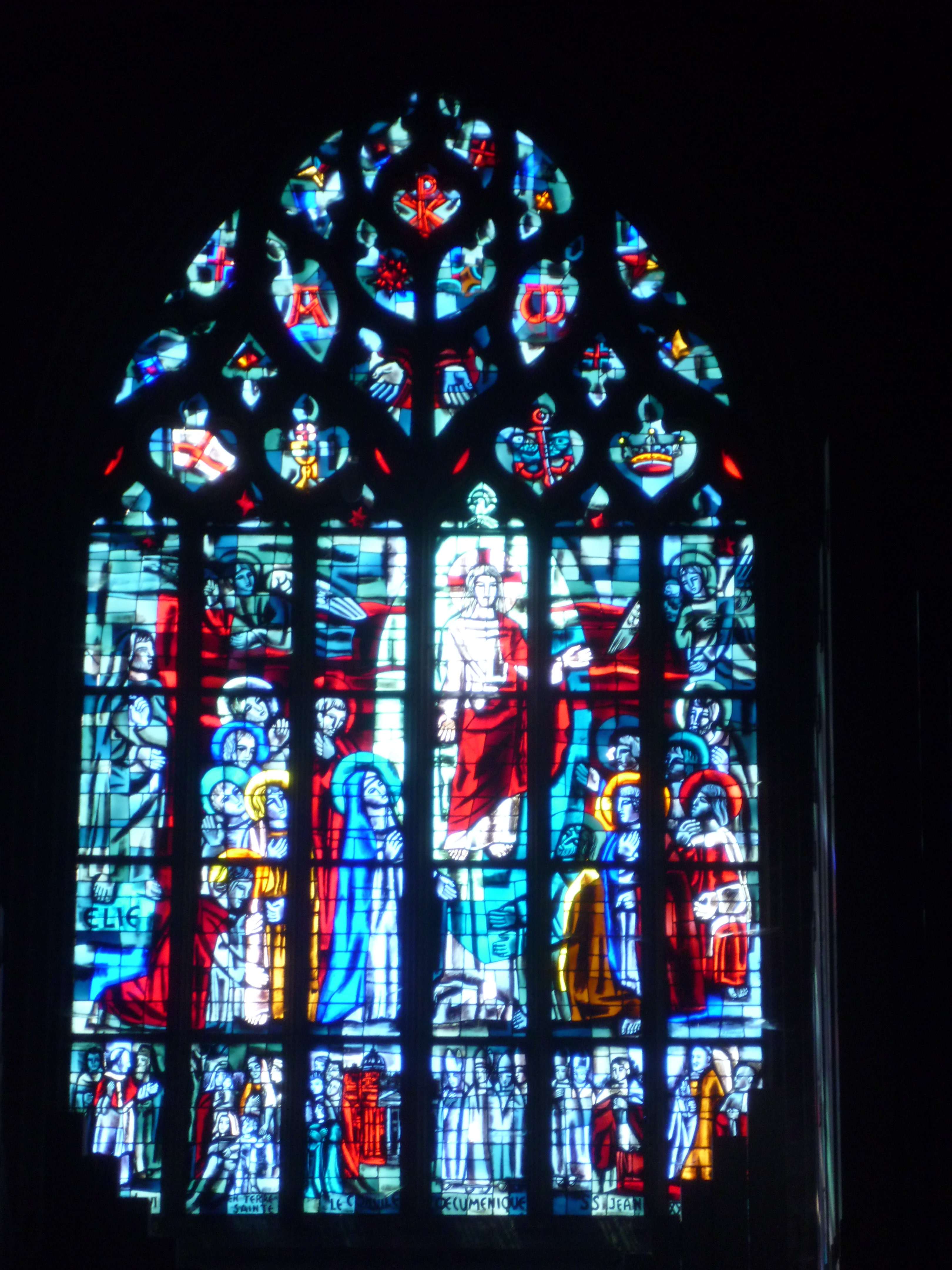
Un vitrail de Louis Barillet.

Il faut en outre mentionner plusieurs vitraux aujourd'hui perdus, mais dont l'existence est attestée. Un vitrail de la fin du XVIe siècle, daté de 1594, se trouvait dans le transept ; il semble avoir disparu pendant la Seconde Guerre mondiale. S'y ajoutaient le tympan de la baie de la troisième chapelle du déambulatoire, côté nord, où un Christ-Juge de la première moitié du XVIe siècle était attesté jusqu'en 1923, ainsi que le tympan de la baie de la troisième chapelle du bas-côté nord, qu'occupaient encore en 1931 des anges portant les instruments de la Passion remontant aux années 1480–1500.

### Les vitraux modernes
Les autres vitraux de l'édifice ont tous été créés à partir du XIXe siècle. Plusieurs avaient été commandés et posés dès cette époque, mais la Seconde Guerre mondiale infligea à l'édifice des dégâts qui en firent disparaître le plus grand nombre. La plupart des vitraux actuels sont issus d'une commande faite à l'atelier de Louis Barillet en 1937, réalisée à partir de 1939 et jusqu'en 1951.

## Mobilier

### Le mobilier classé
La basilique Saint-Sauveur contient trente-huit objets classés ou inscrits aux monuments historiques : des tableaux, retables et sculptures, ainsi que divers objets et mobiliers liturgiques.

#### Le maître-autel et son baldaquin

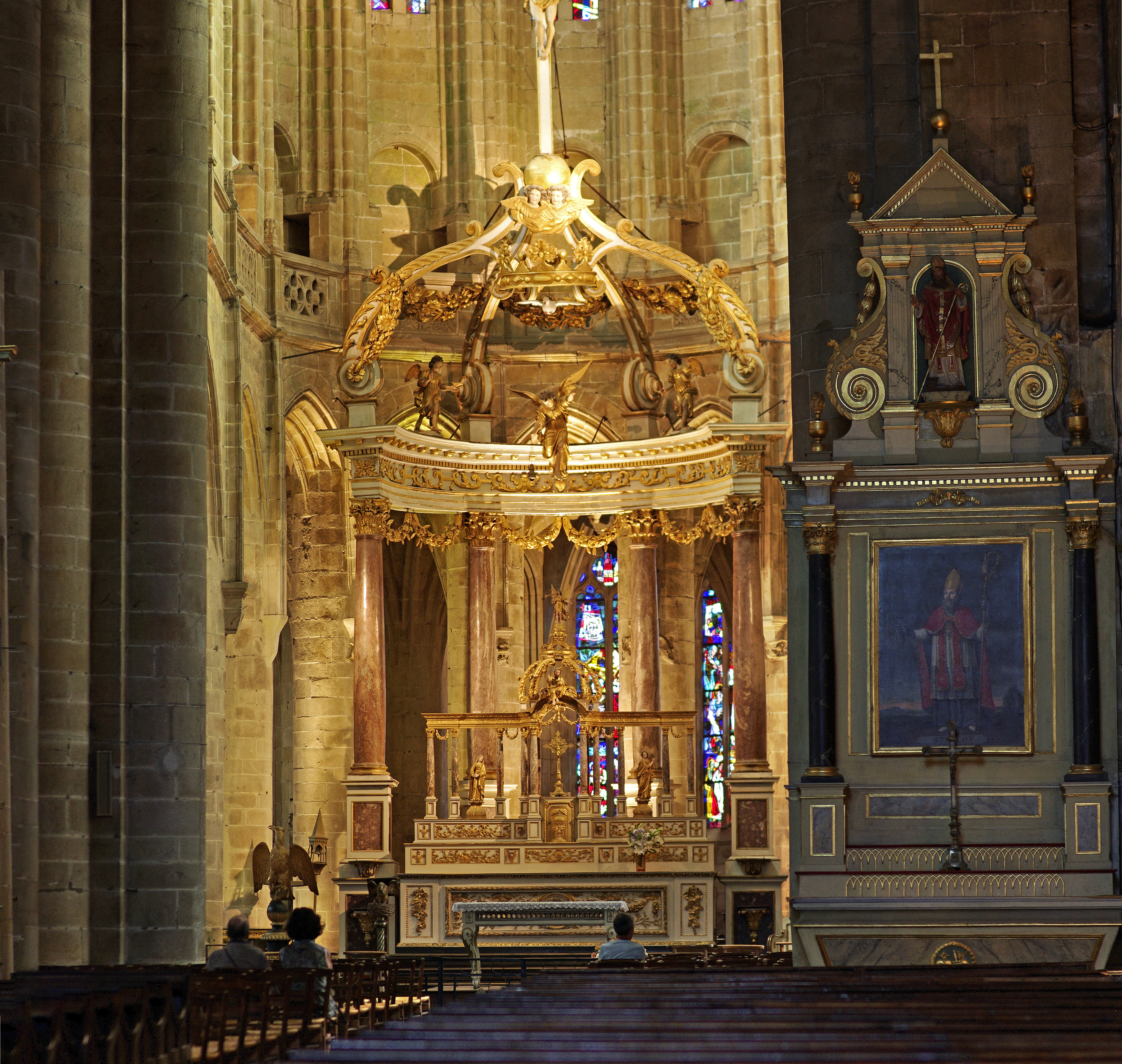
Le maître-autel.

L'église Saint-Sauveur de Dinan a été dotée en 1718 d'un maître-autel dessiné par l'architecte Siméon Garangeau (1647–1741), avec une intervention de Jules Michel Alexandre Hardouin (?–1737), contrôleur des bâtiments du Roi. Le dessin fut de nouveau retouché par Jacques le Bonhomme, architecte malouin, avant que la réalisation ne soit confiée à François Lamandé et Jean Lemonnier. Cet autel est déplacé en 1744 et on décide alors d'y ajouter un baldaquin en bois doré, réalisé de nouveau par François Lamandé, cette fois en compagnie de Thomas Maisonneuve. La dorure est posée en 1756 par Thomas Durocher et Pierre Morillon, qui y ajoutent deux anges. Cet ensemble, restauré en 2007, est classé au titre des monuments historiques par arrêté du 24 septembre 1956.

#### Les retables

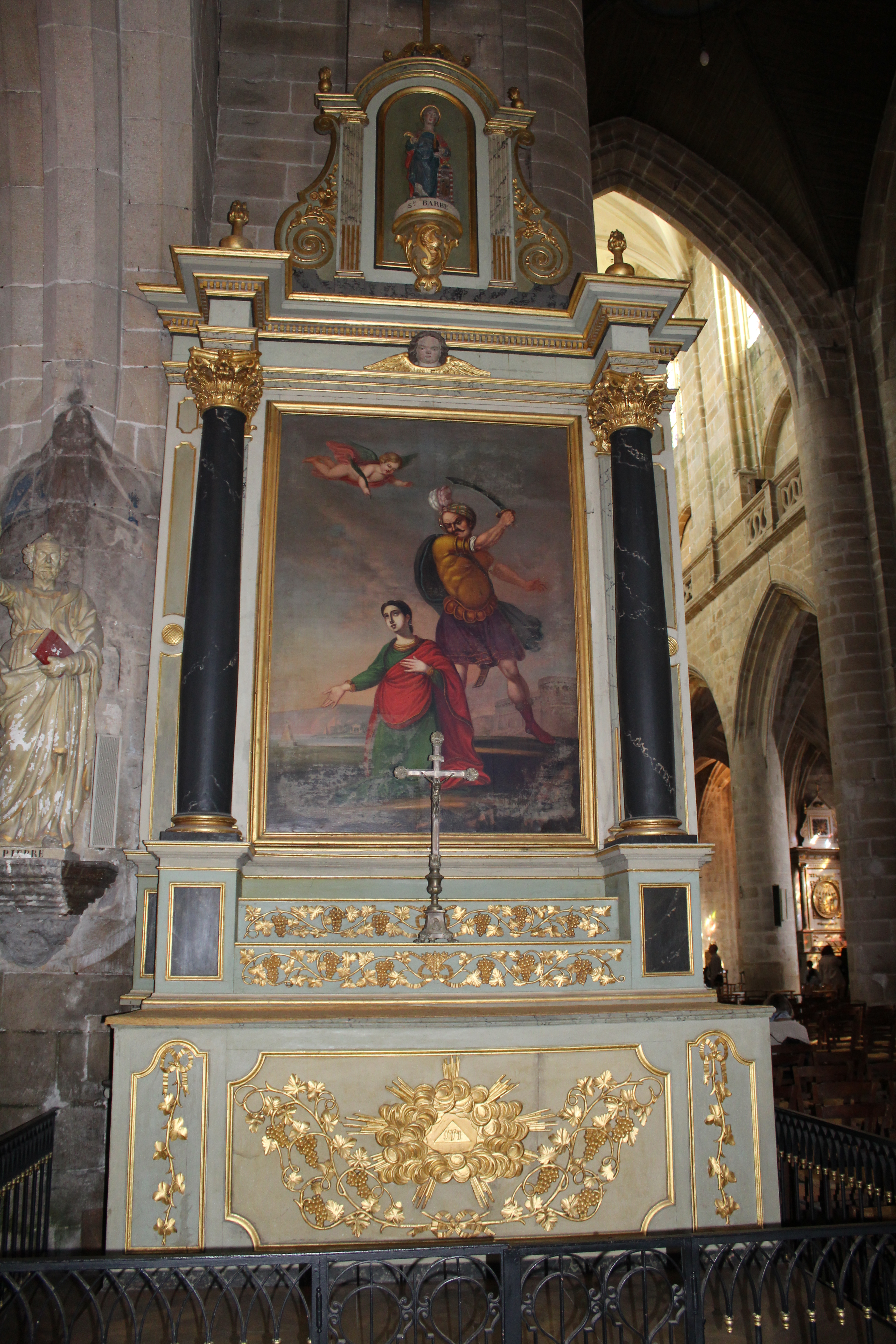
Retable du martyre de sainte Barbe.

L'église compte de nombreux retables dont onze sont protégés au titre des monuments historiques. Deux sont classés. Le plus ancien des deux est celui de sainte Barbe, dont le tableau représente le Martyre de sainte Barbe. Réalisé au XVIIIe siècle, il est appuyé à la pile nord-est de la croisée du transept. Juste en face, appuyé à la pile sud-ouest de la croisée du transept, se trouve l'autre retable classé, consacré à saint Éloi de Noyon. Le tableau représente Saint Éloi en évêque, peint par Loyer, peintre et professeur à Rennes, en 1817. Ils ont tous deux été classés au titre des monuments historiques par arrêté du 12 juillet 1985,.  
S'y ajoutent neuf retables inscrits monuments historiques : le retable du Rosaire, réalisé en 1811 ; le retable de saint Mathurin de Larchant, situé dans l'une des chapelles du bas-côté nord et daté de 1817 ; le retable des saints Anges, daté de la même année et situé dans l'une des chapelles nord du déambulatoire ; le retable de saint Jean Baptiste, également daté de 1817, qui se trouve dans une autre des chapelles nord du déambulatoire ; le retable du Sauveur, lui aussi situé dans une chapelle nord du déambulatoire, daté soit de 1817 soit du XVIIIe siècle ; le retable de saint François d'Assise, qui pose les mêmes problèmes de datation que le précédent et se trouve dans la chapelle consacrée au saint dédicataire de l'autel, dans le déambulatoire ; le retable du Saint-Esprit, qui se trouve dans l'une des chapelles sud du déambulatoire et dont la datation est aussi incertaine que les deux précédents, et enfin le retable du transept sud, daté de 1811. Ils ont tous été inscrits au titre des monuments historiques le 17 janvier 1977,,,,,,, sauf le retable du Rosaire, inscrit le 4 juillet de la même année.

#### Les lutrins

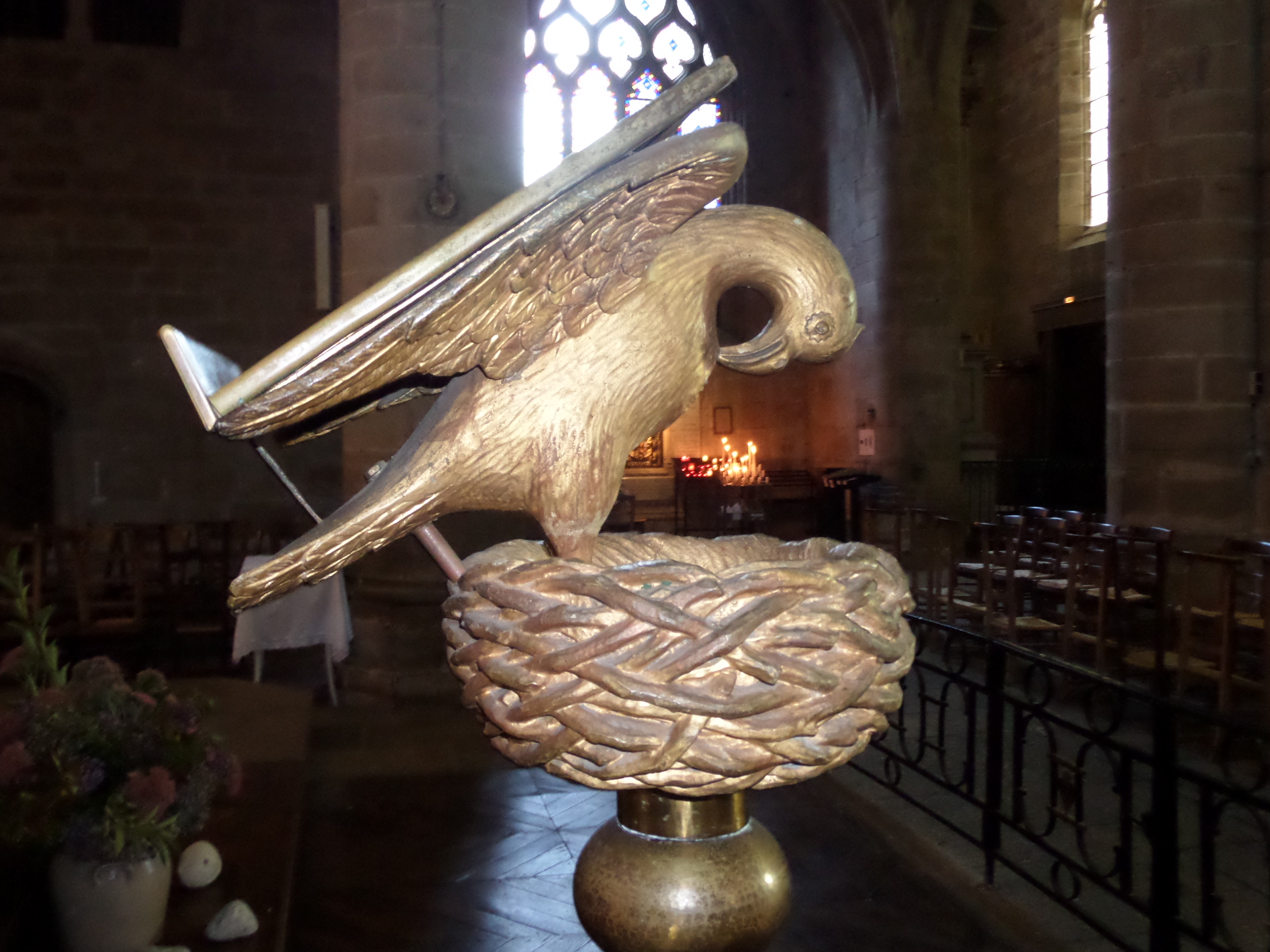
Lutrin en forme de pélican.

Deux lutrins sont classés au titre d'objets. Réalisés en bois sculpté au XVIIIe siècle, ils ont la forme l'un d'un aigle, l'autre d'un pélican. Le premier se trouve dans le transept nord. Il a fait l'objet d'une restauration en 2007 en même temps que le maître-autel et son baldaquin et a été classé au titre des monuments historiques le 5 novembre 1912. Le second est placé dans le chœur. Il a été classé au titre des monuments historiques 30 janvier 1975.

#### Le relief de Notre-Dame des Vertus et le relief de saint Eustache

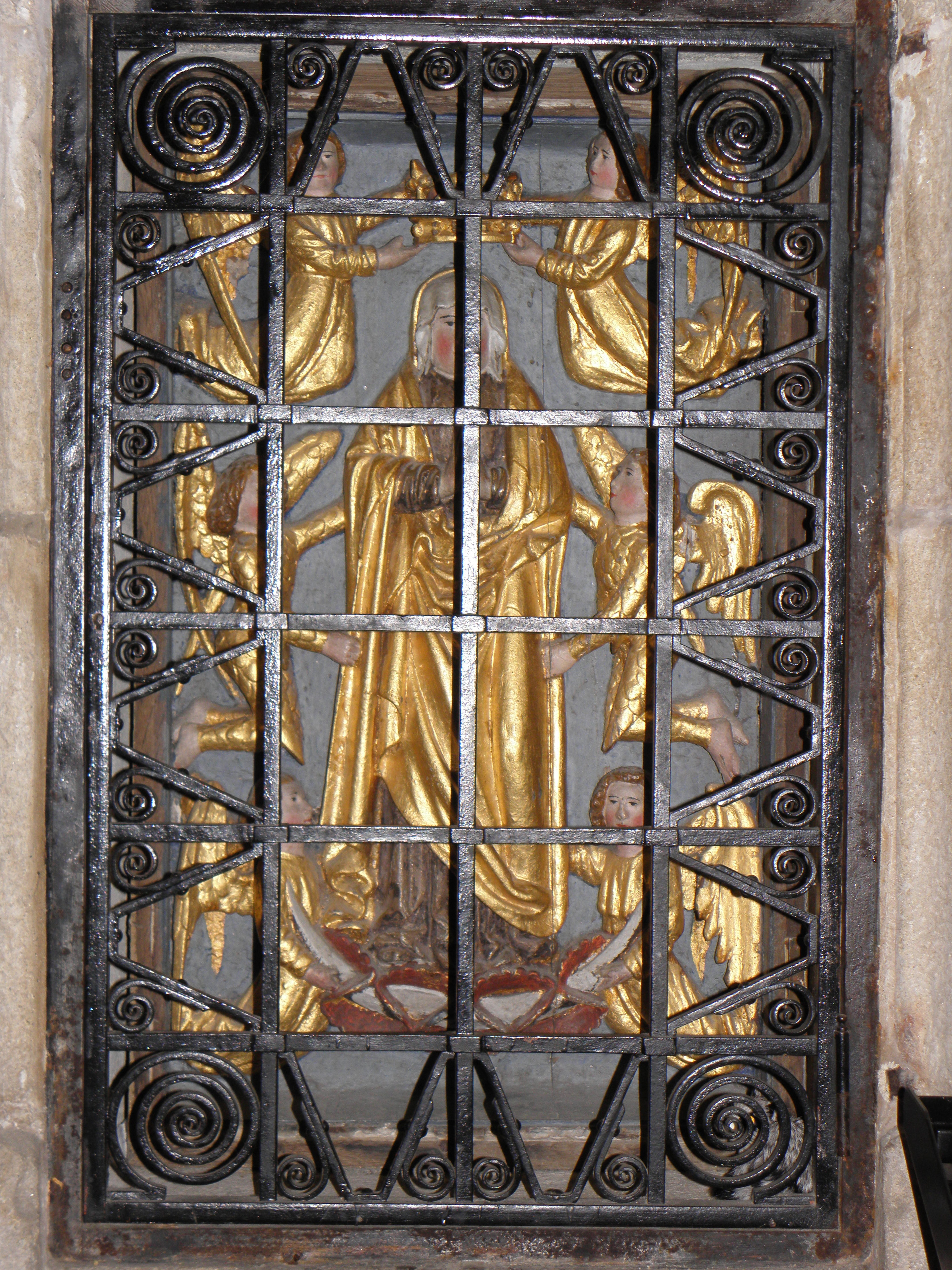
Le relief de Notre-Dame des Vertus.

L'église contient deux bas-reliefs classés. L'un des deux, en bois sculpté, représente l'Assomption de la Vierge entourée d'anges. Il a été classé au titre des monuments historiques le 24 décembre 1912. Connu sous le nom de Notre-Dame des Vertus, cet objet réalisé au XVe siècle provient du couvent des Cordeliers de la ville. Ce couvent portait le nom de Notre-Dame des Vertus, probablement d'après une statue de la Vierge qui aurait été rapportée vers le milieu du XIIIe siècle par le fondateur, Henry d'Avaugour, d'un pèlerinage à Assise où saint Bonaventure de Bagnoregio la lui aurait donnée. La statue est perdue, et les dévotions se sont transférées au relief plus tardif. 
L'église abrite également un autre bas-relief, en pierre, de la fin du XVe siècle ou du début du XVIe siècle, représentant saint Eustache de Rome entre ses enfants emportés l'un par un loup, l'autre par un lion. Il a été classé au titre des monuments historiques le 30 janvier 1975. 

#### Le bénitier

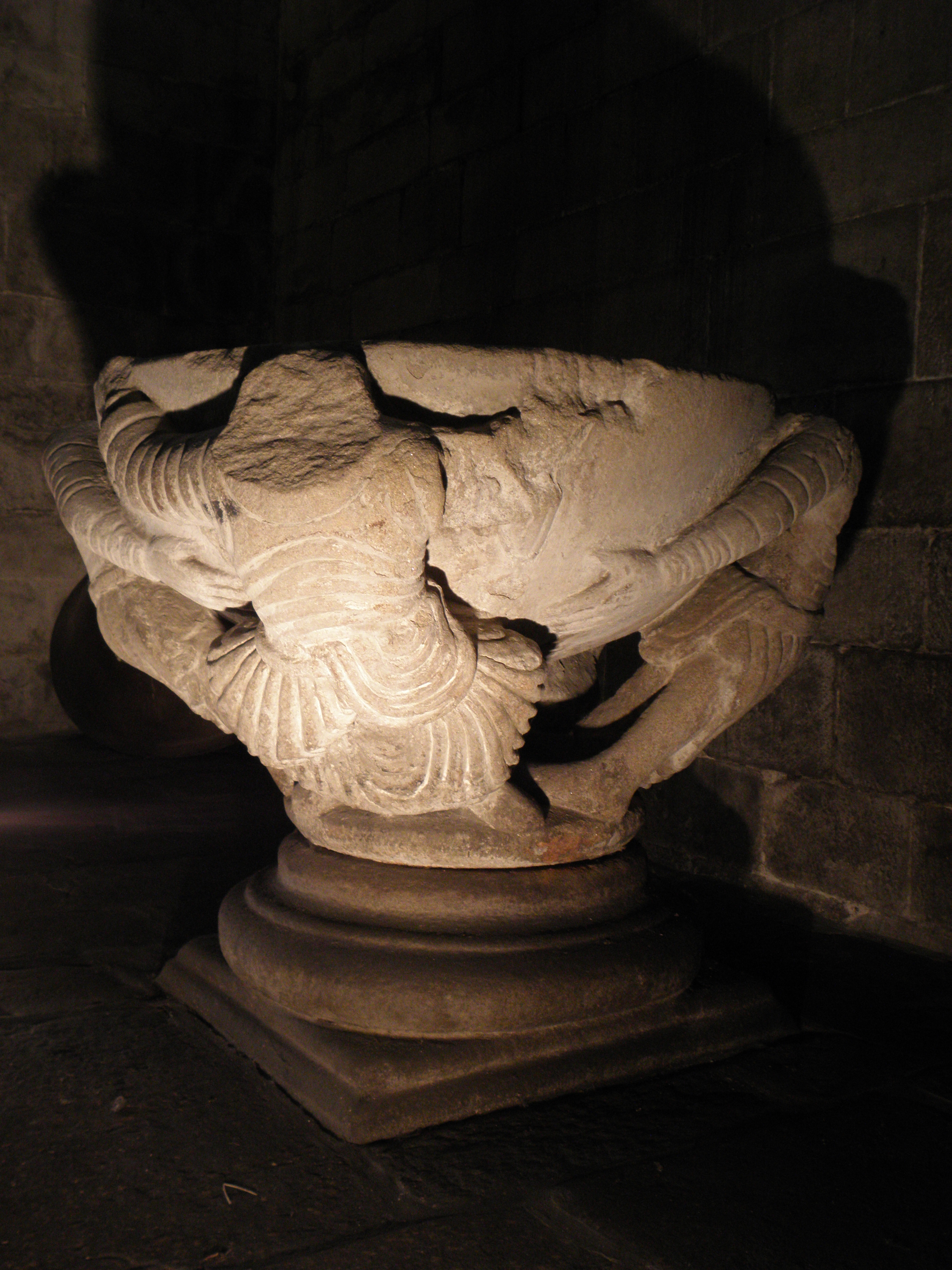
Le bénitier.

Le bénitier de l'église, en pierre taillée, date de la première construction de l'église au XIIe siècle. Il s'agit d'une cuve ronde, posée sur une base rectangulaire qu'ornent quatre personnages. Considéré comme immeuble par destination, il a été classé au titre des monuments historiques avec l'église, par la liste de 1862.

#### Les tableaux
Deux tableaux de l'édifice sont protégés au titre des monuments historiques. Il s'agit de deux huiles sur toile. Le plus ancien, un tableau représentant Michel (archange) terrassant le dragon, est une copie du tableau de Raphaël conservé au musée du Louvre. Elle a été réalisée en 1847 par Alfred Thompson Gobert (1822–1895), sur une commande de la Direction des Beaux-Arts. Ce tableau est inscrit au titre des monuments historiques depuis le 17 novembre 1982. Le second, donné par le gouvernement du roi des Français Louis-Philippe, représente Bertrand du Guesclin sur son lit de mort. Classé au titre des monuments historiques depuis le 28 mars 1980, il se trouve dans le transept nord. 
L'édifice abrite également une copie de L'Ange gardien de Simone Cantarini, réalisée d'après une gravure au XIXe siècle, de provenance inconnue.

#### Les statues
L'édifice compte également cinq statues et statuettes protégées au titre des monuments historiques. Une statue de saint Nicolas de Myre en bois sculpté du XVIIe siècle, située dans la chapelle du déambulatoire nord consacrée à saint Jean-Baptiste et une statuette en albâtre représentant la Vierge à l'Enfant, du XVIe siècle, située au sommet du retable de la première chapelle nord du déambulatoire, sont toutes deux classées au titre des monuments historiques, la première depuis le 30 janvier 1975 et la seconde depuis le 5 novembre 1912. Trois autres sont inscrites : une statue de saint Fiacre en bois, sculptée au XIXe siècle et une statue de saint Gilles l'Ermite, également en bois, mais du XVIIIe siècle, toutes deux depuis le 17 novembre 1982, et une statue d'argent réalisée par l'orfèvre Renaud entre 1838 et 1847, représentant de nouveau la Vierge à l'Enfant, inscrite au titre des monuments historiques depuis le 17 janvier 1977.

#### Le sarcophage de Bertrand du Guesclin et les gisants

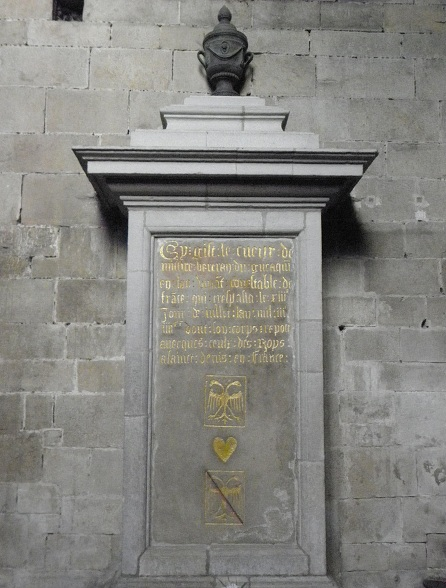
Monument du cœur de Bertrand du Guesclin.

L'église abrite le tombeau du cœur de Bertrand du Guesclin. Situé dans le transept droit, il s'agit d'une plaque gravée du XIVe siècle autour de laquelle a été construit au XVIIIe siècle un tombeau plus imposant. L'ensemble est en granite doré. Considérée comme immeuble par destination, elle est classée au titre des monuments historiques avec l'église, par la liste de 1862. À côté se trouve une boîte renfermant les restes de Tiphaine Raguenel, première épouse de Du Guesclin. Les restes du connétable de France et de son épouse ont été transférés dans la basilique en 1810.
S'y ajoutent trois gisants : ceux de Rolland de Dinan, Guillaume de Lesquen et Berthelot d'Angoulevent. Initialement situés à la tour Coëtquen du château de Dinan avec quatre autres, ils ont été déplacés parce que le lieu ne permettait pas de les conserver dans de bonnes conditions, notamment climatiques, et à cause d'un projet de scénographie évoquant le rôle militaire de la tour Coëtquen, qui servait à l'artillerie. Les quatre autres gisants ont été déposés à l'église Saint-Malo.

### L'orgue

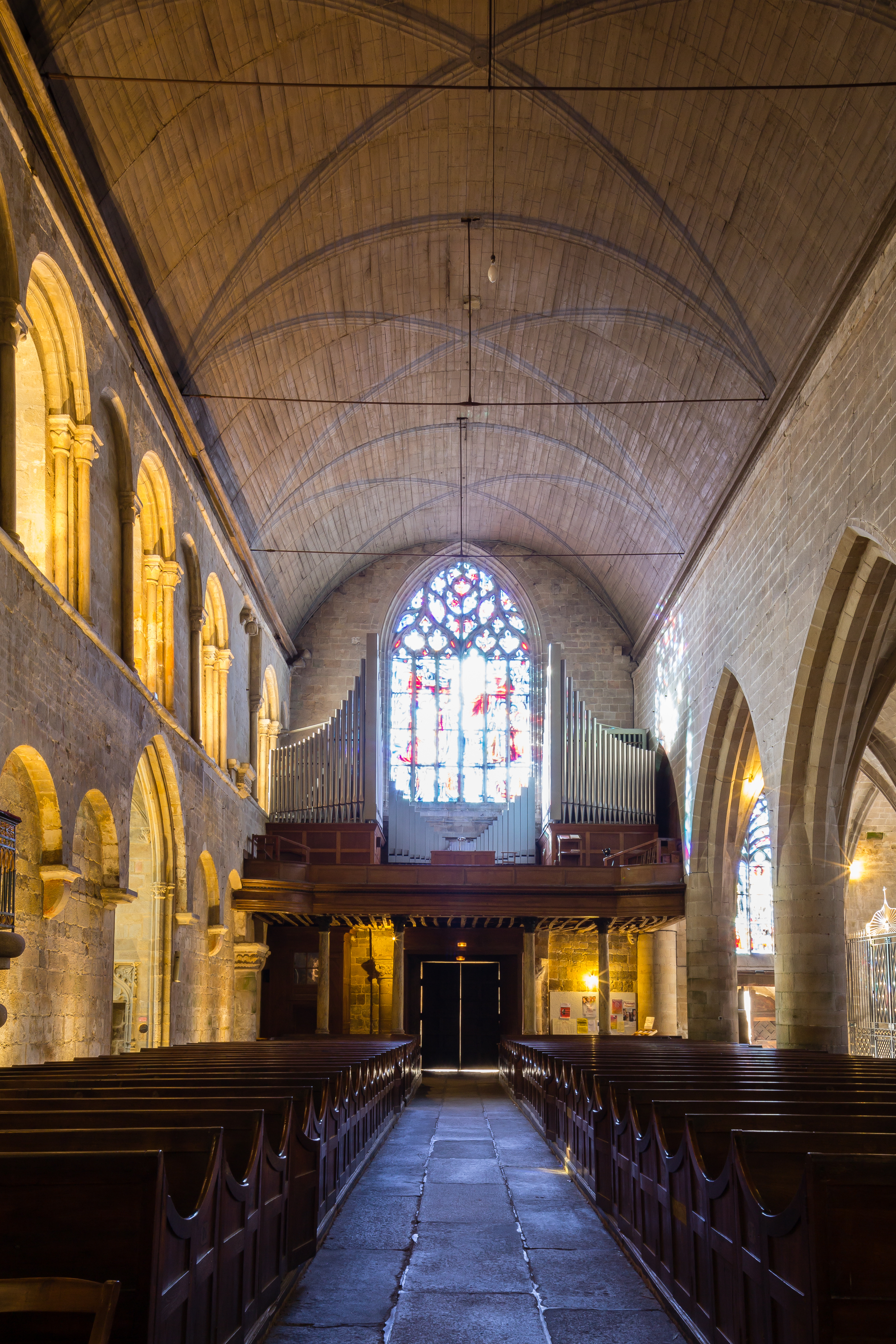
L'orgue.

Le 3 février 1839, le facteur d'orgues Aristide Cavaillé-Coll livre son sixième instrument à la paroisse Saint-Sauveur de Dinan. Il compte alors 28 jeux d'orgue répartis sur trois claviers manuels et un pédalier : douze jeux au grand orgue, huit au positif, quatre au récit et quatre à la pédale. L'instrument est placé au revers de la façade occidentale, porté par une lourde tribune classique érigée en 1836–1837. Quatre colonnes à chapiteaux corinthiens soutiennent cette construction dont les angles, en retour d'équerre, sont arrondis. Le buffet, d'un seul tenant, affecte une architecture néoclassique tempérée par des ornements renaissance. Présentant cinq plates-faces, couronné de volutes, il obstrue la fenêtre occidentale. La partie instrumentale est très proche de celle des orgues des églises Notre-Dame-de-la-Joie de Pontivy et Notre-Dame-de-Bonne-Nouvelle de Lorient. La conduite simultanée de ces trois chantiers permit au facteur d'orgues d'abaisser les coûts de fabrication tout en livrant des instruments, certes quasiment de série, mais à l'esthétique pré-romantique de haute tenue. 
En 1903, l'instrument connaît une première transformation. Charles Mutin l'agrandit et ne conserve que douze jeux originaux. À nouveau, en 1966, Danion-Gonzalez modifie la composition. Il supprime le buffet et répartit les tuyaux de part et d'autre de la grande fenêtre occidentale. Il ne conserve alors que sept jeux de Cavaillé-Coll.
Aujourd'hui, les grandes-orgues de Saint-Sauveur de Dinan comptent trois claviers manuels et un pédalier. D'esthétique néo-classique, l'instrument, à transmission électrique, n'a plus grand-chose à voir avec l'œuvre de Cavaillé-Coll. 
La composition est la suivante (en italiques, les jeux d'origine) :
| I Grand-Orgue Ut1-Sol5 | I Grand-Orgue Ut1-Sol5 | II Positif Ut1-Sol5 | II Positif Ut1-Sol5 | III Récit Ut1-Sol5 | III Récit Ut1-Sol5 | Pédale Ut1-Sol3 | Pédale Ut1-Sol3 | Tirasses et copulas              | Pédale d'expression (Récit) | Pédale d'expression (Récit) |
| Bourdon                | 16′                    | Principal           | 8′                  | Quintaton          | 16'                | Soubasse        | 16'             | Copulas III/I, II/I, III/II      |                             |                             |
| Montre                 | 8′                     | Cor de nuit         | 8′                  | Diapason           | 8'                 | Flûte           | 16'             | Tirasses I, II, III              |                             |                             |
| Bourdon                | 8′                     | Salicet             | 4′                  | Flûte traversière  | 8'                 | Bourdon         | 8'              | Appel Anches I, II, III          |                             |                             |
| Flûte                  | 8′                     | Doublette           | 2'                  | Voix céleste       | 8'                 | Flûte           | 4'              | Appel octaves 16 et 4 I, II, III |                             |                             |
| Violoncelle            | 8′                     | Sesquialtera        | 2 rangs             | Principal          | 4'                 |                 |                 |                                  |                             |                             |
| Prestant               | 4′                     | Cromorne            | 8′                  | Doublette          | 2'                 |                 |                 |                                  |                             |                             |
| Doublette              | 2'                     |                     |                     | Plein-Jeu          | 4 rangs            |                 |                 |                                  |                             |                             |
| Nasard                 | 2'23'                  |                     |                     | Basson             | 16'                |                 |                 |                                  |                             |                             |
| Fourniture             | 4 rangs                |                     |                     | Trompette          | 8'                 |                 |                 |                                  |                             |                             |
| Cornet                 | 5 rangs                |                     |                     | Basson-Hautbois    | 8'                 |                 |                 |                                  |                             |                             |
| Trompette              | 8'                     |                     |                     | Voix humaine       | 8'                 |                 |                 |                                  |                             |                             |
| Clairon                | 4'                     |                     |                     | Clairon            | 4'                 |                 |                 |                                  |                             |                             |

#### Organistes
- Abbé Joseph Foutel, également organiste (parallèlement à ses études de lettres classiques à la Sorbonne, il a été à l'École César-Franck, et a notamment suivi l'enseignement de Philippe de Brémond d'Ars ;
- Isabelle Fontaine[78].

### Les cloches
La basilique possède actuellement trois cloches, qui se trouvent à l'étage inférieur du clocher, dans la partie en pierre.
Avant la Révolution, la basilique en possédait quatre, mais elles furent vendues. Les cloches actuelles ont été placées successivement en 1832, 1868 et 1873, celle de 1873 ayant été remplacée en 1961. Leurs caractéristiques sont les suivantes :
- Le Bourdon, Élisabeth, sonne en La2 (haut) et pèse environ 2 516 kg. Son diamètre à la pince est de 1 620 mm. Elle a été coulée en 1868 par Viel-Tétrel à Villedieu-les-Poêles. Elle a été donnée par Mademoiselle Marie-Josephine Habrington et a pour parrain Henri Pierre Flaud, maire de Dinan de 1861 à 1874[79],[80] ;
- La deuxième cloche, sans nom de baptême, sonne en Do#3 (haut) et pèse environ 1 250 kg. Son diamètre à la pince est de 1 285 mm. Fondue en 1832 par Viel-Tétrel, Marquet-Viel et Viel-Ozenne frères, de Villedieu-les-Poêles, elle a pour marraine Célestine Bazin et pour parrain Paul Paterne de Saint Pern de Couëllan, fils de Joseph, maire de Dinan de 1830 à 1835[79],[80] ;
- La troisième, Anne Cécile, sonne en Ré3 (haut) et pèse entre 845 et 900 kg. Son diamètre à la pince est de 1 150 mm. Elle fut fondue en 1961 par Cornille-Havard, de Villedieu-les-Poêles[79],[80]. Sur la face arrière, on peut y lire : « Nomée Anne Cécile, j'ai pour parrain M. Joseph Daniel et pour marraine Mme Aubert née Anne Fournis. Je remplace Louise-Pauline donnée par la famille Larere en 1873 ». Elle sonne l'Angélus trois fois par jour, à 8 h 2 min, 12 h 2 min et 19 h 2 min[81].